# Астрономія Стародавньої Греції

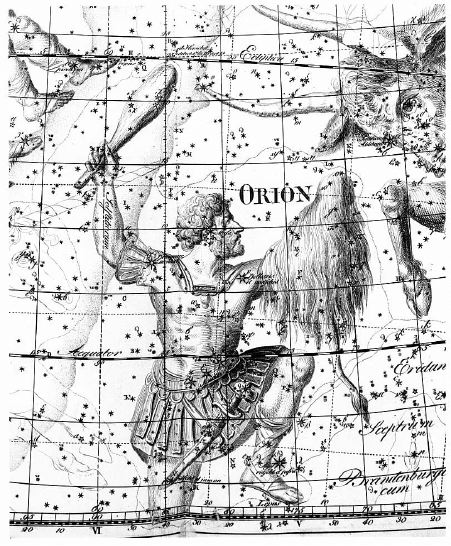
Сузір'я Оріона — одне з найперших сузір'їв, що згадуються в давньогрецькій літературі (Гесіод, поема Праці і дні).

Астрономія Стародавньої Греції — астрономічні знання і погляди тих людей, які писали давньогрецькою мовою, незалежно від географічного регіону: сама Еллада, еллінізовані монархії Сходу, Рим або рання Візантія. Охоплює період з VI століття до н. е. по V століття н. е. Давньогрецька астрономія є одним із найважливіших етапів розвитку не тільки астрономії як такої, а й науки взагалі. У працях давньогрецьких вчених знаходяться витоки багатьох ідей, що лежать в основі науки Нового часу. Між сучасною і давньогрецькою астрономією існує відношення прямої спадкоємності, у той час як наука інших стародавніх цивілізацій справила вплив на сучасну тільки за посередництва греків.

## Вступ

### Історіографіядавньогрецької астрономії
За невеликими винятками, до нас не дійшли спеціальні праці античних астрономів, і ми можемо відновлювати їх досягнення переважно на підставі творів філософів, які не завжди мали адекватне уявлення про тонкощі наукових теорій і до того ж далеко не завжди були сучасниками наукових досягнень, про які вони пишуть у своїх книгах. Часто при реконструкції історії античної астрономії використовуються праці астрономів середньовічної Індії, оскільки, як вважає більшість сучасних дослідників, індійська середньовічна астрономія значною мірою базується на грецькій астрономії доптолемеєвого (і навіть догіппархового) періоду. Однак, у сучасних істориків поки ще немає однозначного уявлення про те, як відбувався розвиток давньогрецької астрономії.
Традиційна версія античної астрономії робить основний акцент на пояснення іррегулярності планетних рухів у рамках геоцентричної системи світу. Вважається, що велику роль у розвитку астрономії зіграли досократики, які сформулювали уявлення про природу як про самостійне буття і тим самим дали філософське обґрунтування пошуків внутрішніх закономірностей життя природи. Однак ключовою фігурою при цьому виявляється Платон (V—IV ст. до н. е.), який поставив перед математиками завдання висловити видимі складні рухи планет (включаючи позадні рухи) як результат накладання декількох простих рухів, якими були рівномірні рухи по колу. В обґрунтуванні цієї програми велику роль зіграло вчення Арістотеля. Першою спробою вирішити «завдання Платона» стала теорія гомоцентричних сфер Евдокса, за якою послідувала теорія епіциклів Аполлонія Перзького. При цьому вчені не стільки прагнули пояснювати небесні явища, скільки розглядали їх як привід для абстрактних геометричних задач і філософських спекуляцій. Відповідно, астрономи практично не займалися розвитком методики спостережень і створенням теорій, здатних передбачати ті чи інші небесні явища. У цьому, як вважають, греки сильно поступалися вавилонянам, які здавна вивчали закономірності руху небесних тіл. Відповідно до цієї точки зору, рішучий перелом в античній астрономії стався лише після того, як у їх руки потрапили результати спостережень вавилонських астрономів (що сталося завдяки завоюванням Александра Македонського). Тільки тоді греки відчули смак до пильного спостереження зоряного неба і застосування геометрії до обчислення положень світил. Першим на цей шлях, як вважається, вступив Гіппарх (друга половина II ст. до н. е.), який побудував перші моделі руху Сонця і Місяця, які не тільки задовольняють вимогам філософів, але й пояснюють дані спостережень. З цією метою він розробив новий математичний апарат — тригонометрію. Кульмінацією античної астрономії стало створення птолемеєвої теорії руху планет (II ст. н. е.).

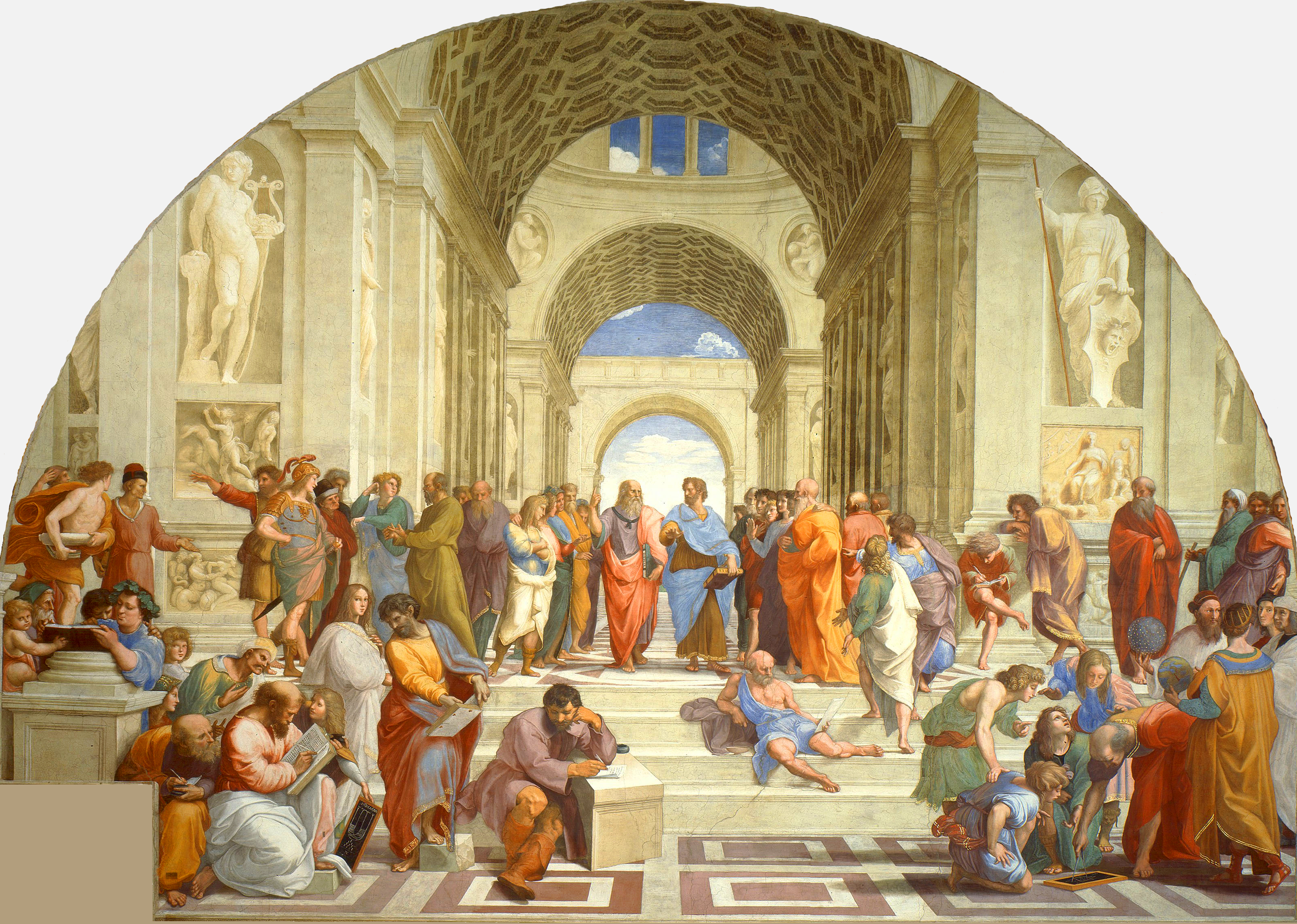
Афінська школа — фреска Рафаеля, що зображає найвидатніших мислителів Стародавньої Греції

Згідно з альтернативною точкою зору, проблема побудови планетної теорії взагалі не входила в число основних завдань давньогрецьких астрономів. На думку прихильників цього підходу, протягом тривалого часу греки або взагалі не знали про зворотні рухи планет, або не надавали цьому особливого значення. Головним завданням астрономів була розробка календаря і методів визначення часу по зорях. Основоположна роль при цьому приписується Евдоксу, але не стільки як творцеві теорії гомоцентричних сфер, скільки як розробнику концепції небесної сфери. У порівнянні з прихильниками попередньої точки зору, ще більш фундаментальною виявляється роль Гіппарха і особливо Птолемея, оскільки завдання побудови теорії видимих рухів світил на підставі спостережних даних пов'язується саме з цими астрономами.
Нарешті, існує і третя точка зору, що є, у деякому розумінні, протилежна другій. Розвиток математичної астрономії її прихильники пов'язують із піфагорійцями, яким приписується і створення концепції небесної сфери, і постановка задачі побудови теорії зворотних рухів, і навіть перша теорія епіциклів. Прихильники цієї точки зору заперечують тезу про неімпиричний характер астрономії догіппархового періоду, вказуючи на високу точність астрономічних спостережень астрономів III століття до н. е. і використання цих даних Гіппархом для побудови своїх теорій руху Сонця і Місяця, широке використання в космології спекуляцій про неспостережуваність паралаксів планет і зір; деякі результати спостережень грецьких астрономів виявилися доступними їх вавилонським колегам. Основи тригонометрії як математичного фундаменту астрономії також були закладені астрономами III століття до н. е. Значним стимулом для розвитку античної астрономії стало створення в III столітті до н. е. Аристархом Самоським геліоцентричної системи світу і її подальша розробка, у тому числі з точки зору динаміки руху планет. Геліоцентризм при цьому вважається добре вкоріненим в античній науці, а відмова від нього зв'язується з позанауковими, зокрема релігійними та політичними, факторами.

### Науковий метод давньогрецької астрономії
Головним досягненням астрономії стародавніх греків слід вважати геометризацію Всесвіту, що включає в себе не тільки систематичне використання геометричних конструкцій для представлення небесних явищ, а й суворий логічний доказ тверджень за зразком евклідової геометрії.
Домінуючою методологією в античній астрономії була ідеологія «порятунку явищ»: необхідно знайти таку комбінацію рівномірних кругових рухів, за допомогою яких може бути змодельована будь-яка нерівномірність видимого руху світил. «Порятунок явищ» мислився греками як чисто математична задача, і не передбачалося, що знайдена комбінація рівномірних кругових рухів має якесь відношення до фізичної реальності. Завданням фізики вважався пошук відповіді на питання «Чому?», Тобто встановлення істинної природи небесних об'єктів і причин їх рухів виходячи з розгляду їх субстанції і діючих у Всесвіті сил; застосування математики при цьому не вважалося необхідним.

### Періодизація
Історію давньогрецької астрономії можна умовно розділити на чотири періоди, асоційованих із різними етапами розвитку античного суспільства:
- Архаїчний (донаукових) період (до VI століття до н. е.): Становлення полісної структури в Елладі;
- Класичний період (VI—IV століття до н. е.): Розквіт давньогрецького полісу;
- Елліністичний період (III—II століття до н. е.): Розквіт великих монархічних держав, що виникли на уламках імперії Олександра Македонського; з погляду науки особливу роль відіграє птолемеївський Єгипет зі столицею в Александрії;
- Період занепаду (I століття до н. е. — I століття н. е.), Асоційований із поступовим згасанням елліністичних держав і посиленням впливу Риму;
- Імперський період (II—V століття н. е.): Об'єднання всього Середземномор'я, включаючи Грецію і Єгипет, під владою Римської імперії.

Ця періодизація є досить схематичною. У ряді випадків важко встановити приналежність того чи іншого досягнення до того чи іншого періоду. Так, хоча загальний характер астрономії і науки взагалі в класичний і елліністичний період виглядає досить різним, у цілому розвиток в VI—II століттях до н. е. видається більш-менш безперервним. З іншого боку, ряд досягнень науки останнього, імперського періоду (особливо в області астрономічного приладобудування і, можливо, теорії) є ні чим іншим, як повторенням успіхів, досягнутих астрономами епохи еллінізму.

## Донауковий період (до VI століття до н.е.)

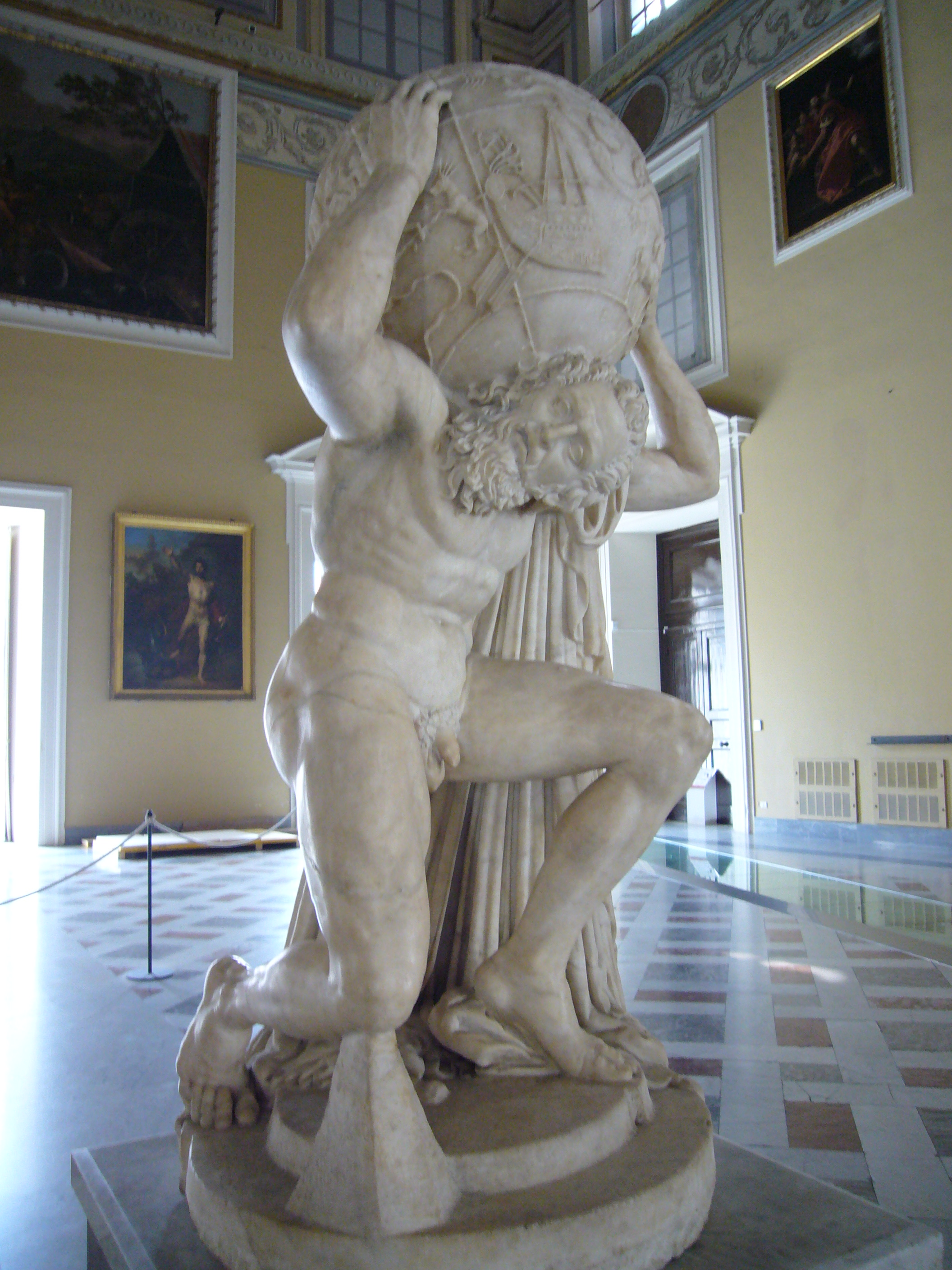
Атлант, що тримає небо (Атлант Фарнезе — найдавніший із зоряних глобусів, які дійшли до нас)

Уявлення про астрономічні знаннях греків цього періоду дають поеми Гомера і Гесіода: там згадується ряд зір і сузір'їв, наводяться практичні поради щодо використання небесних світил для навігації і для визначення сезонів року. Космологічні уявлення цього періоду цілком запозичувалися з міфів: Земля вважається плоскою, а небосхил — твердою чашею, що спирається на Землю.
Разом із тим, згідно з думкою деяких істориків науки, членам одного з еллінських релігійно-філософських спілок того часу (орфиків) були відомі і деякі спеціальні астрономічні поняття (наприклад, уявлення про деякі небесні кола). З цією думкою, однак, не згодні більшість дослідників.

## Класичний період (з VI— по IV століття до н.е.)
Головними дійовими особами цього періоду є філософи, які інтуїтивно намацують те, що згодом буде названо науковим методом пізнання. Одночасно проводяться перші спеціалізовані астрономічні спостереження, розвивається теорія і практика календаря; в основу астрономії вперше покладається геометрія, вводиться ряд абстрактних понять математичної астрономії; робляться спроби відшукати в русі світил фізичні закономірності. Отримали наукове пояснення ряд астрономічних явищ, доведена кулястість Землі. Водночас зв'язок між астрономічними спостереженнями і теорією ще недостатньо міцна, занадто велика частка спекуляцій, заснованих на суто естетичних міркуваннях.

### Філософський фундамент астрономії

#### Досократіки, Платон
У цей період виробилися два принципово різних філософських підходів у науці взагалі і астрономії зокрема. Перший із них зародився в Іонії і тому може бути названий іонійським. Для нього характерні спроби знайти матеріальну першооснову буття, зміною якої філософи сподівалися пояснити все різноманіття природи (див. Натуралізм). У русі небесних тіл ці філософи намагалися побачити прояви тих же сил, що діють і на Землі. Спочатку іонійський напрямок був представлений філософами міста Мілета Фалесом, Анаксімандром і Анаксіменом. Цей підхід знайшов своїх прихильників і в інших частинах Еллади. До числа іонийців належить Анаксагор із Клазомен, значну частину життя провів в Афінах, значною мірою уродженець Сицилії Емпедокл з Акраганта. Своєї вершини іонійський підхід досяг у працях античних атомістів: Левкіппа (родом, можливо, також із Мілета) і Демокріта з Абдера, що з'явилися предтечами механістичної філософії.
Прагнення дати причинне пояснення явищ природи було сильною стороною іонійців. У цьому стані світу вони побачили результат дії фізичних сил, а не міфічних богів і чудовиськ. Іонійці вважали небесні світила об'єктами, у принципі, тієї ж природи, що і земні тіла, рухом яких керують ті ж сили, що діють на Землі. Добове обертання небосхилу вони вважали реліктом початкового вихрового руху, що охоплював всю матерію Всесвіту. Філософи-іонійці були першими, кого назвали фізиками. Однак недоліком вчень іонийських натурфілософів була спроба створити фізику без математик.
Другий напрямок ранньої грецької філософії можна назвати італійським, оскільки він отримав первісний розвиток у грецьких колоніях італійського півострова. Його основоположник Піфагор заснував знаменитий релігійно-філософський союз, представники якого, на відміну від іонійців, бачили основу світу в математичній гармонії, точніше, у гармонії чисел, прагнучи при цьому до єднання науки і релігії. Небесні світила вони вважали богами. Це обґрунтовувалося наступним чином: боги — це досконалий розум, для них характерний найбільш досконалий вид руху; таким є рух по колу, оскільки воно вічне, не має ні початку, ні кінця і весь час переходить саме в себе. Як показують астрономічні спостереження, небесні тіла рухаються по колах, отже, вони є богами. Спадкоємцем піфагорійців був великий афінський філософ Платон, який вважав весь Космос створеним ідеальним божеством за своїм образом і подобою. Хоча піфагорійці і Платон вірили в божественність небесних світил, для них не була характерна віра в астрологію: відомий вкрай скептичний відгук про неї Евдокса, учня Платона і послідовника філософії піфагорійців.
Прагнення пошуків математичних закономірностей у природі було сильною стороною італійців. Характерний для італійців інтерес до ідеальних геометричних фігур дозволив їм припустити, що Земля і небесні тіла мають форму кулі і відкрити дорогу до застосування математичних методів до пізнання природи. Однак вважаючи небесні тіла божествами, вони практично повністю вигнали з небес фізичні сили.

#### Арістотель

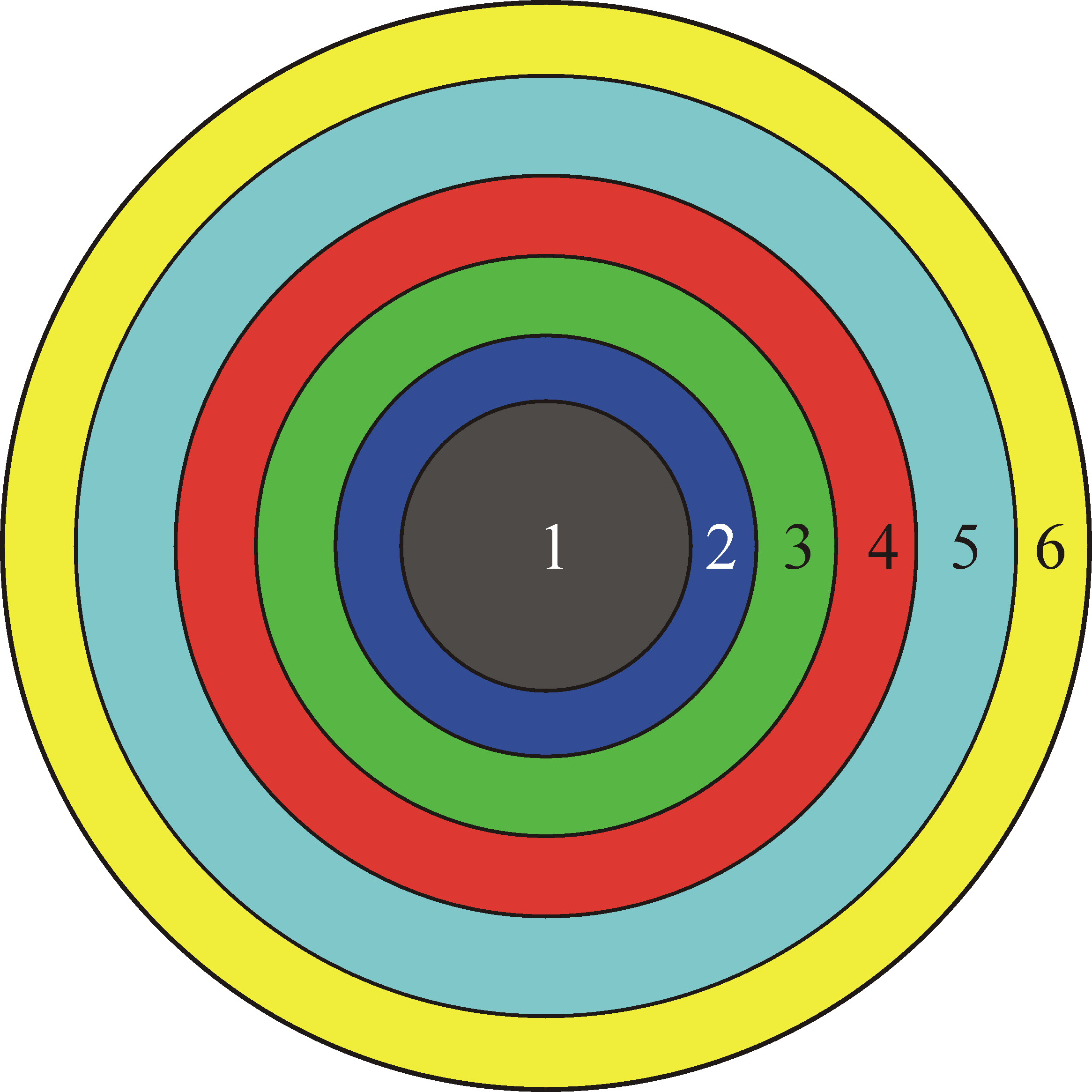
Структура Всесвіту за Арістотелем. Цифрами позначені сфери: землі (1), води (2), повітря (3), вогню (4), ефіру (5), Першодвигун (6). Масштаб не дотриманий

Сильні сторони цих двох дослідницьких програм, іонійської і піфагорійської, доповнювали одна одну. Спробою їх синтезу може розглядатися вчення Арістотеля зі Стагіра. Арістотель розділив Всесвіт на дві радикально різні частини, нижню і верхню (підмісячному і надмісячну області, відповідно). Підмісячна (тобто ближча до центру Всесвіту) область нагадує побудови філософів-іонійців доатомістічного періоду: вона складається з чотирьох елементів — землі, води, повітря, вогню. Це область мінливого, непостійного, минущого — того, що не може бути описано мовою математики. Навпаки, надмісячна область — це область вічного і незмінного, у цілому відповідна піфагорійсько-платоновскому ідеалу досконалої гармонії. Її становить ефір — особливий вид матерії, що не зустрічається на Землі.
Згідно з Арістотелем, кожному виду матерії відповідає своє природне місце в межах Всесвіту: місце елемента землі — у самому центрі світу, далі йдуть природні місця елементів води, повітря, вогню, ефіру. Для підмісячного світу було характерно рух по вертикальних прямих лініях; такий рух має мати початок і кінець, що відповідає тлінності всього земного. Якщо елемент підмісячного світу вивести зі свого природного місця, він буде прагнути потрапити на своє природне місце. Так, якщо підняти жменю землі, природним для неї буде рух вертикально вниз, якщо розпалити вогонь — вертикально вгору. Оскільки елементи землі і води у своєму природному русі прагнули вниз, до центру світу, вони вважалися абсолютно важкими; елементи повітря і вогню прагнули вгору, до межі підмісячної області, тому вони вважалися абсолютно легкими. При досягненні природного місця рух елементів підмісячному світу припиняється. Усі якісні зміни в підмісячному світі зводилися саме до цієї властивості відбуваються в ньому механічних рухів. Елементи, які прагнуть вниз (земля і вода) є важкими, які прагнуть вгору (повітря і вогонь) — легкими. З теорії природних місць слід було кілька найважливіших наслідків: кінцівку Всесвіту, неможливість існування порожнечі, нерухомість Землі, єдиність світу.
Хоча Арістотель не називав небесні світила богами, він вважав їх наділеними божественною природою, оскільки для їх складового елементу, ефір, характерний рівномірний рух по колу навколо центру світу; цей рух є вічним, оскільки на колі немає ніяких граничних точок.

### Практична астрономія
До нас дійшла тільки фрагментарна інформація про методи і результати спостережень астрономів класичного періоду. Виходячи з доступних джерел, можна припустити, що одним з основних об'єктів їхньої уваги були сходи зір, оскільки результати таких спостережень можна було використовувати для визначення часу вночі. Трактат із даними таких спостережень склав Евдокс Кнідський (друга половина IV століття до н. е.); поет Арат наділив трактат Евдокса поетичної форми.
Починаючи з Фалеса Мілетського інтенсивно спостерігалися також явища, пов'язані з Сонцем: сонцестояння і рівнодення. Згідно зі свідченнями, які дійшли до нас астроном Клеострат Тенедоський (близько 500 р. до н. е.) першим у Греції встановив, що сузір'я Овна, Стрільця і Скорпіона є зодіакальними, тобто через них проходить Сонце у своєму русі по небесній сфері. Найраннішим свідченням знання греками всіх зодіакальних сузір'їв є календар, складений афінським астрономом Евктемоном у середині V століття до н. е. Той же Евктемон вперше встановив нерівність пір року, що пов'язане з нерівномірністю руху Сонця по екліптиці. За його вимірюваннями довжина астрономічної весни, літа, осені та зими складає, відповідно, 93, 90, 90 і 92 днів (насправді, відповідно, 94,1 день, 92,2 дня, 88,6 днів, 90,4 дня). Найвища точність характеризує вимірювання Каліппа з Кізіка, що жив через сторіччя: за його даними, весна триває 94 дні, літо 92 дня, осінь 89 днів, зима 90 днів.
Давньогрецькі вчені фіксували також появи комет, покриття планет Місяцем.
Про астрономічні інструментах греків класичного періоду практично нічого невідомо. Про Анаксімандра Мілетського повідомляли, що для розпізнавання рівнодення і сонцестояння він використовував гномон — найдавніший астрономічний інструмент, що являє собою вертикально розташований стрижень. Евдоксу приписують і винахід «павука» — основного конструктивного елемента астролябії.

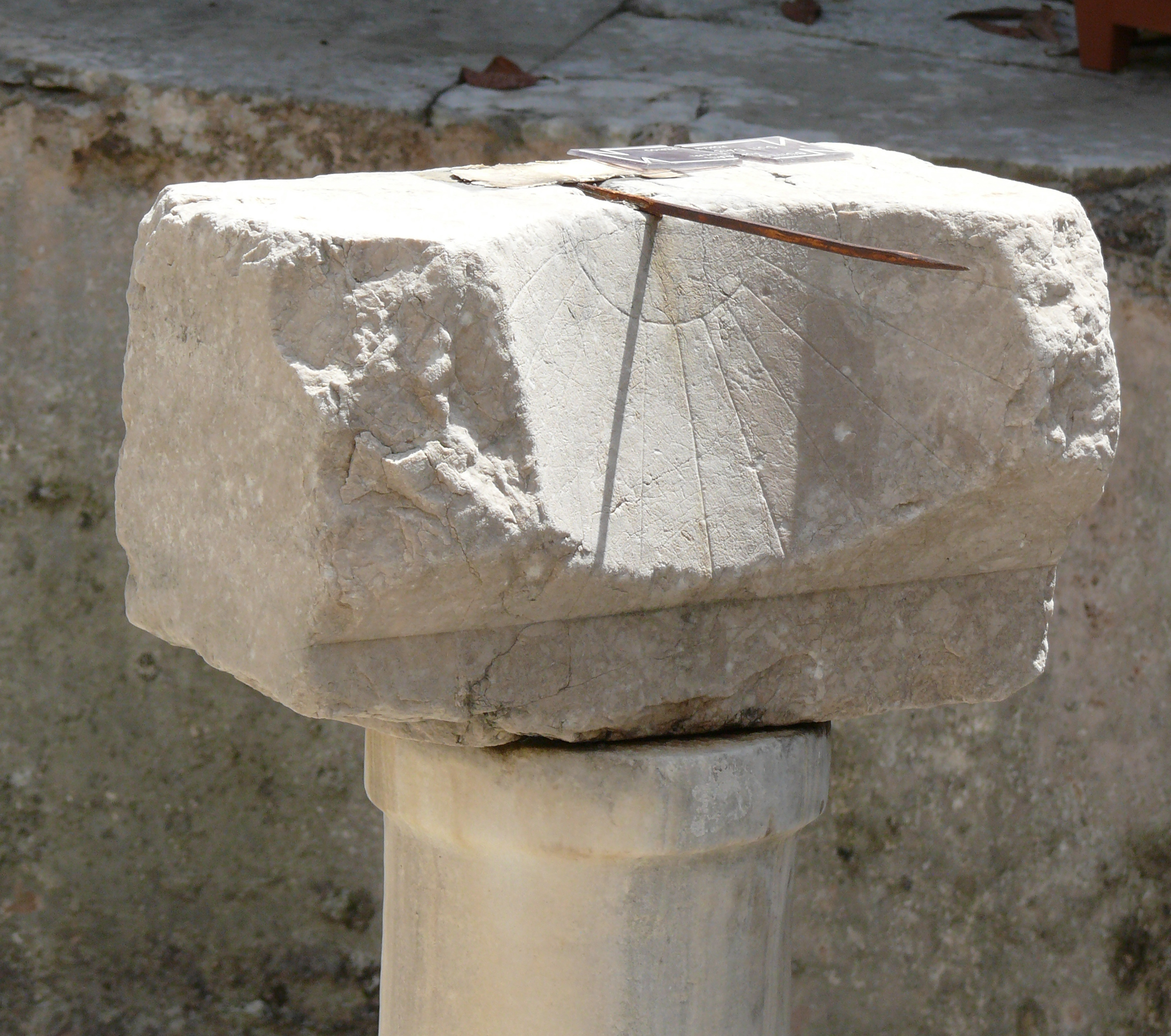
Сферичний сонячний годинник

Для обчислення часу вдень, ймовірно, часто використовувалися сонячний годинник. Спочатку були винайдені сферичні сонячний годинник (скафе), як найпростіші. Удосконаленя конструкції сонячних годинників також приписувалося Евдоксу. Ймовірно, це був винахід одного з різновидів плоских сонячних годинників.
Календар греків був місячно-сонячним. Серед авторів календарів (так званих парапегм) були такі знамениті вчені, як Демокріт, Метон, Евктемон. Парепегми часто вибивалися на кам'яних стелах і колонах, встановлених у громадських місцях. В Афінах був популярний календар, оснований на 8-річному циклі (згідно з деякими відомостями, введений знаменитим законодавцем Солоном). Значне удосконалення місячно-сонячного календаря належить афінському астроному Метону, який відкрив 19-річний календарний цикл:
Протягом цього періоду часу дати сонцестояння і рівнодення поступово змінюються і одна і та ж місячна фаза кожен раз припадає на іншу календарну дату, проте після закінчення циклу сонцестояння і рівнодення припадають на ту ж дату, і цього дня є та ж фаза Місяця, що і на початку циклу. Однак Метонів цикл так і не було покладено в основу афінського громадянського календаря (а його першовідкривач удостоївся насмішок в одній із комедій Арістофана).
Уточнення метонового циклу зробив Каліпп, який жив приблизно через сторіччя після Метона: він об'єднав чотири цикли, опустивши при цьому 1 день. Таким чином, тривалість каліппового циклу склала
Рік у циклі Каліппа дорівнює 365,25 доби (таке ж значення прийнято в юліанському календарі). Тривалість місяця становить 29,5309 доби, що всього на 22 секунди довше його істинного значення. На основі цих даних Каліпп склав власний календар.

### Космологія

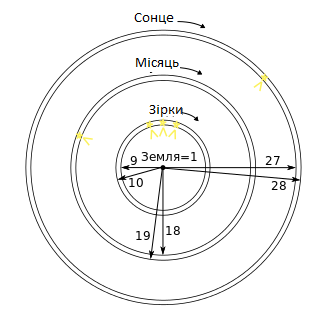
Система світу Анаксімандра (одна з сучасних реконструкцій)

У класичну епоху виникла геоцентрична система світу, згідно з якою в центрі сферичного Всесвіту знаходиться нерухома куляста Земля і видимий добовий рух небесних світил є відображенням обертання Космосу навколо світової осі. Її предтечею є Анаксімандр Мілетський. У його системі світу містилися три революційних моменти: плоска Земля розташована без будь-якої опори, шляхи небесних тіл є цілими колами, небесні тіла знаходяться на різних відстанях від Землі. Ще далі пішов Піфагор, який припустив, що Земля має форму кулі. Ця гіпотеза спочатку викликала великий опір; так, серед її супротивників були знамениті філософи ионийского напрямки Анаксагор, Емпедокл, Левкіпп, Демокріт. Однак після її підтримки Парменідом, Платоном, Евдоксом і Арістотелем вона стала основою всієї математичної астрономії та географії.
Якщо Анаксімандр вважав зорі розташованими найближче до Землі (далі слідували Місяць і Сонце), то його учень Анаксімен вперше припустив, що зорі є самими далекими від Землі об'єктами, закріпленими на зовнішній оболонці Космосу. Виникла думка (вперше, ймовірно, у Анаксімена або піфагорійців), що період обертання світила по небесній сфері зростає із збільшенням його відстані від Землі. Таким чином, порядок розташування світил опинявся таким: Місяць, Сонце, Марс, Юпітер, Сатурн, зорі. Сюди не включені Меркурій і Венера, тому що період їх обігу по небесній сфері дорівнює одному року, як і у Сонця. Арістотель і Платон поміщали ці планети між Сонцем і Марсом. Арістотель обґрунтовував це тим, що жодна з планет ніколи не затуляла собою Сонце і Місяць, хоча зворотне (покриття планет Місяцем) спостерігалося неодноразово.
Починаючи з Анаксимандра, робилися численні спроби встановити відстані від Землі до небесних тіл. Ці спроби були засновані на спекулятивних піфагорійських міркуваннях про гармонію світу. Вони знайшли відбиття, зокрема, у Платона.
Філософи-іонійці вважали, що рухом небесних світил керують сили, аналогічні тим, що діють у земному масштабі. Так, Емпедокл, Анаксагор, Демокріт вважали, що небесні тіла не падають на Землю, оскільки їх утримує відцентрова сила. Італійці (піфагорійці і Платон) вважали, що світила, бувши богами, рухаються самі по собі, як живі істоти.

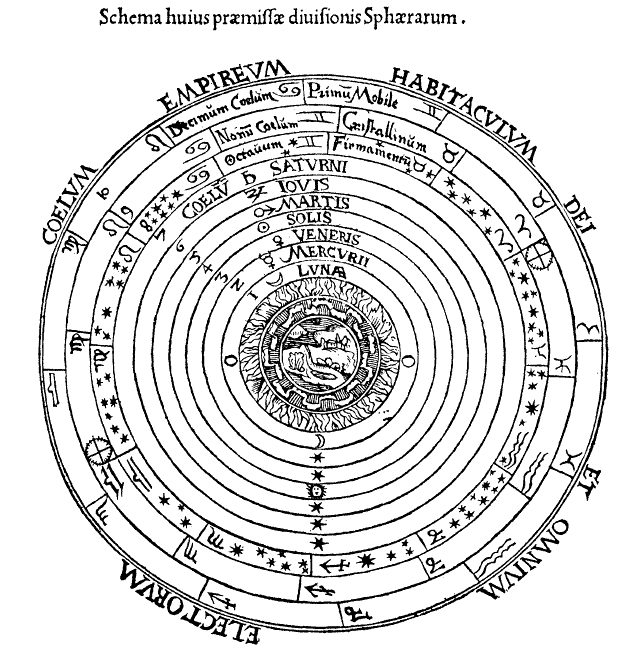
Зображення геоцентричної системи (з книги Петра Апіа Космографія, 1524)

Арістотель вважав, що небесні тіла переносяться в своєму русі твердими небесними сферами, до яких вони прикріплені. У трактаті Про Небо він стверджував, що небесні тіла здійснюють рівномірні кругові рухи просто тому, що така природа наповнюючого їх ефіру. У трактаті Метафізика він висловлює іншу думку: все, що рухається, приводиться в рух чимось зовнішнім, яке, своєю чергою, також чимось рухається, і так далі, поки ми не дійдемо до двигуна, який сам по собі нерухомий. Таким чином, якщо небесні світила рухаються за допомогою сфер, до яких вони прикріплені, то ці сфери приводяться в рух двигунами, які самі по собі нерухомі. За кожне небесне тіло відповідає кілька «нерухомих двигунів», по числу сфер, які його несуть. Сфера нерухомих зір, яка знаходиться на кордоні світу повинна мати тільки один двигун, оскільки вона здійснює лише один рух — добове обертання навколо осі. Оскільки ця сфера охоплює весь світ, відповідний двигун (Першодвигун) і є в кінцевому підсумку джерелом усіх рухів у Всесвіті. Усі нерухомі двигуни поділяють ті ж якості, що й Першодвигун: вони є нематеріальними безтілесними утвореннями і являють собою чистий розум (латинські середньовічні вчені називали їх інтелігенції і зазвичай ототожнювали з ангелами).
Геоцентрична система світу стала основною космологічною моделлю аж до XVII століття н. е. Проте вчені класичного періоду розвивали й інші погляди. Так, серед піфагорійців була досить широко поширена думка (оприлюднена Філолаєм Кротонським наприкінці V століття до н. е.), що в середині світу розташовується якийсь Центральний вогонь, навколо якого, поряд із планетами, обертається і Земля, роблячи повний оборот за добу; Центральний вогонь невидимий, оскільки між ним і Землею рухається ще одне небесне тіло — Антиземля. Попри штучність цієї системи світу, вона мала найважливіше значення для розвитку науки, оскільки вперше в історії Земля була названа однією з планет. Піфагорійці висунули також думку, що добове обертання небосхилу пояснюється обертанням Землі навколо осі. Ця думка була підтримана і обґрунтована Гераклідом Понтійський (2-га половина IV століття до н. е.). Крім того, на підставі мізерних відомостей, які дійшли до нас, можна припустити, що Гераклід вважав що Венера і Меркурій обертаються навколо Сонця, яке, своєю чергою, обертається навколо Землі. Існує й інша реконструкція система світу Геракліда: і Сонце, і Венера, і Земля обертаються по колах навколо єдиного центру, причому період одного оберту Землі дорівнює року. У такому випадку теорія Геракліда була органічним розвитком системи світу Філолая і безпосереднім попередником геліоцентричної системи світу Аристарха.
Серед філософів були значні розбіжності щодо того, що знаходиться поза Космосом. Деякі філософи вважали, що там розташовується нескінченно порожній простір; на думку Арістотеля, поза Космосом немає нічого, навіть простору; атомісти Левкіпп, Демокріт та їхні прихильники вважали, що за нашим світом (обмеженим сферою нерухомих зір) знаходяться інші світи. Найближчими до сучасних були погляди Геракліда Понтійського, згідно з яким нерухомі зорі — це і є інші світи, розташовані в нескінченному просторі.

### Пояснення астрономічних явищ і природи небесних тіл
Класичний період характеризується широким поширенням спекуляцій про природу небесних тіл. Ймовірно, Фалес першим припустив, що Місяць світить відбитим світлом Сонця і на цій основі вперше в історії дав правильне пояснення природи сонячних затемнень. Пояснення місячних затемнень і місячних фаз було вперше дано Анаксагором із Клазомен. Сонце Анаксагор вважав гігантським каменем (величиною більше Пелопоннеського півострова), розпеченим за рахунок тертя об повітря (за що філософа ледве покарали смертною карою, оскільки ця гіпотеза була визнана такою, що суперечить державній релігії). Емпедокл вважав Сонце не самостійним об'єктом, а відображенням на небосхилі Землі, освітленої небесним вогнем. Піфагорієць Філолай вважав, що Сонце є прозорим сферичним тілом, що світиться тому, що заломлює світло небесного вогню; те, що ми бачимо як денного світила, це зображення, що утворюється в атмосфері Землі. Деякі філософи (Парменід, Емпедокл) вважали, що яскравість денного неба обумовлена тим, що небосхил складається з двох півсфер, світлої і темної, період обертання яких навколо Землі становить добу, як і період обертання Сонця. Арістотель вважав, що прийняте нами випромінювання небесних тіл породжується не ними самими, а повітрям яке вони нагрівають (частиною підмісячного світу).
Велику увагу грецьких вчених привертали комети. Піфагорійці вважали їх різновидом планет. Такої ж думки дотримувався і Гіппократ Хіоський, який вважав також, що хвіст належить не самій кометі, а іноді з'являється в її блуканнях у просторі. Ці думки були відкинуті Арістотелем, який вважав комети (як і метеори) займанням повітря у верхній частині підмісячного світу. Причина цих займань полягає в неоднорідності оточуючого Землю повітря, наявності в ньому легко займистих включень, які спалахують через передачу тепла від обертового над підмісячним світом ефіру.
На думку Арістотеля, ту ж природу має і Чумацький Шлях; вся різниця в тому, що у разі комет і метеорів світіння виникає через нагрівання повітря однією конкретною зорею, у той час як Чумацький Шлях виникає через нагрівання повітря всією надмісячною областю. Деякі піфагорійці разом з Енопідом Хіоським вважали Чумацький Шлях випаленою траєкторією, по якій колись оберталося Сонце. Анаксагор вважав Чумацький Шлях удаваним скупченням зір, що знаходяться в тому місці, де на небосхил падає земна тінь. Абсолютно правильну точку зору висловив Демокріт, який вважав, що Чумацький Шлях — це спільне світіння багатьох розташованих поруч зір.

### Математична астрономія

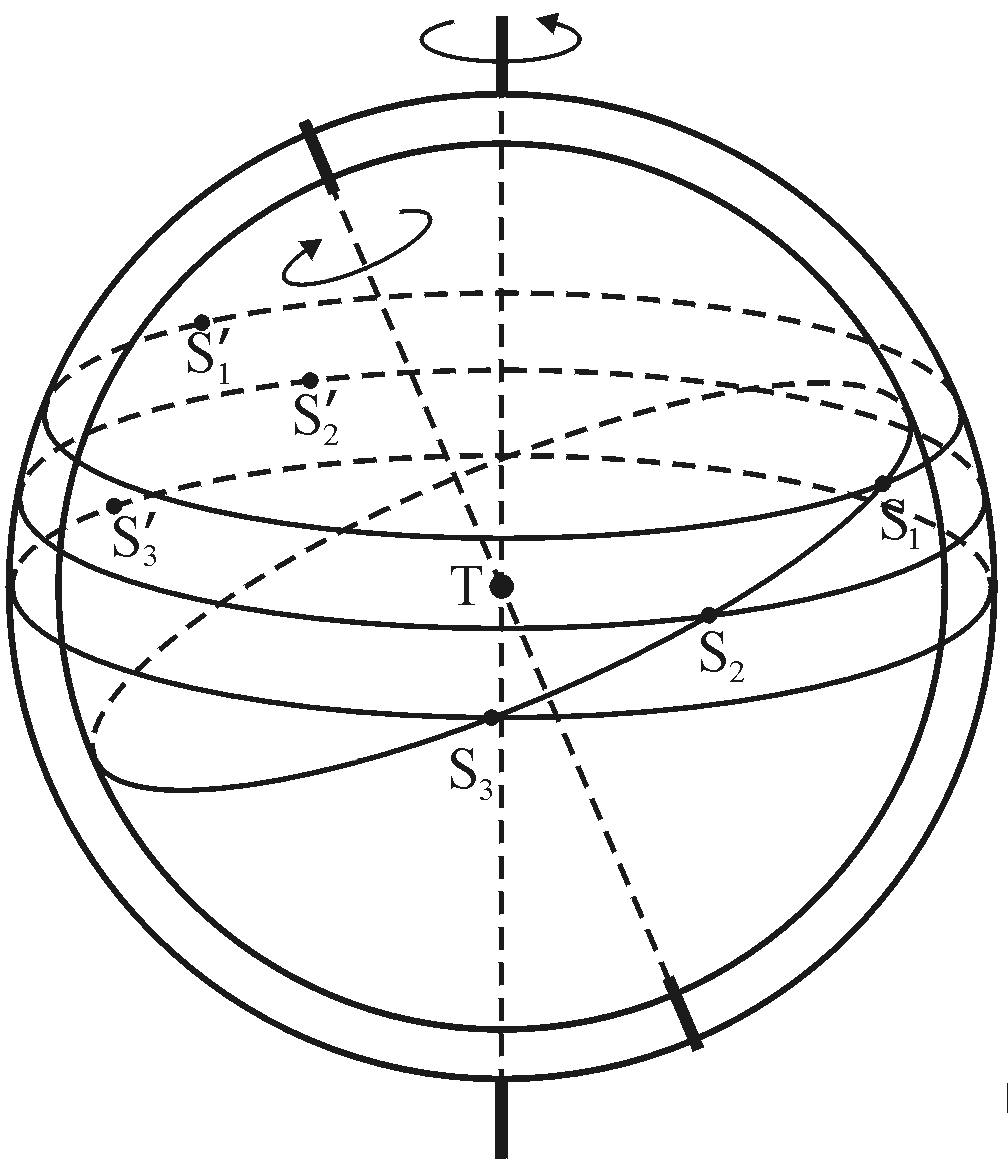
Рух Сонця як суперпозиція річного руху екліптикою (внутрішня сфера) та добового паралельно небесному екватору (зовнішня сфера). T — Земля.

Головним досягненням математичної астрономії розглянутого періоду є концепція небесної сфери. Ймовірно, спочатку це було чисто умоглядне уявлення, засноване на міркуваннях естетики. Проте пізніше було усвідомлено, що явища сходу і заходу світил, їх кульмінації дійсно відбуваються таким чином, нібито зорі були жорстко скріплені зі сферичним небосхилом, що обертається навколо нахиленою до земної поверхні осі. Таким чином природно пояснювалися основні особливості рухів зір: кожна зоря завжди сходить в одній і тій же точці горизонту, різні зорі за один і те ж час проходять по небу різні дуги, причому чим ближче зоря до полюса світу, тим меншу дугу вона проходить за один і той самий час. Необхідним етапом роботи зі створення цієї теорії мало стати усвідомлення того, що розмір Землі незмірно малий у порівнянні з розміром небесної сфери, що давало можливість нехтувати добовими паралаксами зір. До нас не дійшли імена людей, які зробили цю найважливішу інтелектуальну революцію; найімовірніше, вони належали до піфагорейської школи. Найбільш ранні праці зі сферичної астрономії, які дійшли до нас, належать Автоліку з Пітани (близько 310 р. до н. е.). Там доведено, зокрема, що точки обертаючої сфери, що не лежать на її осі, при рівномірному обертанні описують паралельні кола, перпендикулярні осі, причому за рівний час всі точки поверхні описують подібні дуги.
Іншим найважливішим досягненням математичної астрономії класичної Греції є введення уявлення про екліптику — велике коло, нахилене відносно небесного екватора, за яким здійснює свій рух серед зір Сонце. Ймовірно, це твердження ввів знаменитий геометр Енопід Хіоський, який також зробив і першу спробу вимірювання нахилу екліптики до екватора (24°).

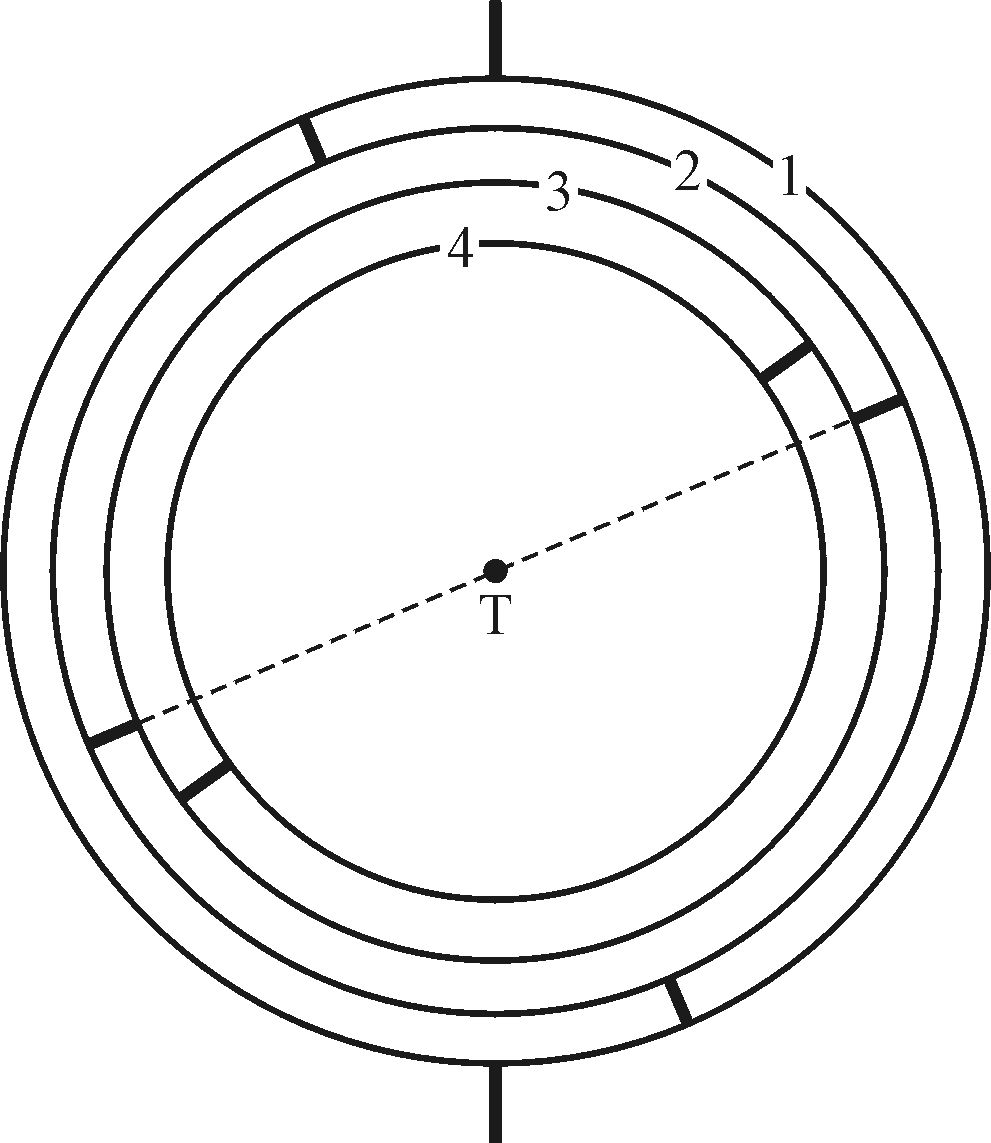
Система з чотирьох концентричних сфер, що використовувалась для моделювання руху планет у теорії Евдокса. Цифрами позначені сфери, які відповідали за добове обертання небосхилу (1), за рух уздовж екліптики (2), за зворотний рух планети (3 і 4). T — Земля, пунктирна лінія зображує екліптику (екватор другої сфери).

В основу геометричних теорій руху небесних тіл давньогрецькі астрономи поклали наступний принцип: рух кожної планети, Сонця і Місяця є комбінацією рівномірних кругових рухів. Цей принцип, запропонований Платоном або ще піфагорійцями, виходить з уявлення про небесні тіла як про богів, яким може бути притаманний тільки найдосконаліший вид руху — рівномірний рух по колу. Як вважається, перший теорію руху небесних тіл, засновану на цьому принципі, запропонував Евдокс Кнідський. Це була теорія гомоцентричних сфер — різновид геоцентричної системи світу, у якій небесні тіла вважаються жорстко прикріпленими до комбінації скріплених між собою жорстких сфер із загальним центром. Удосконаленням цієї теорії займався Каліпп із Кізіка, а Арістотель поклав її в основу своєї космологічної системи. Теорія гомоцентричних сфер була згодом залишена, бо припускає незмінність відстаней від світил до Землі (кожне зі світил рухається по сфері, центр якої збігається з центром Землі). Однак до кінця класичного періоду вже було накопичено значну кількість свідчень, що відстані небесних тіл від Землі насправді змінюються: значні зміни блиску деяких планет, непостійність кутового діаметра Місяця, наявність поряд із повними і кільцеподібних сонячних затемнень.
На думку ван дер Вардена, піфагорійці ще доплатонової епохи розробили також теорії руху планет, засновані на моделі епіциклів. Йому навіть вдалося відновити деякі параметри цієї ранньої теорії епіциклів. Досить успішними були теорії руху внутрішніх планет і Сонця, причому остання, на думку дослідника, була покладена в основу календаря Каліппа. Думка ван дер Вардена, однак, не поділяється більшістю істориків науки.

## Елліністичний період (III—II століття до н.е.)
Найважливішу організуючу роль у науці цього періоду відіграє Александрійська бібліотека і Мусейон. Хоча на початку періоду еллінізму виникли дві нові філософські школи, стоїків і епікурейців, наукова астрономія вже досягла рівня, який дозволив їй розвиватися практично не відчуваючи впливу з боку тих чи інших філософських доктрин (НЕ виключено, однак, що релігійні забобони, ув'язані з філософією стоїцизму, зробили негативний вплив на поширення геліоцентричної системи: див. нижче приклад Клеанфа).
Астрономія стає точною наукою. Найважливішими завданнями астрономів стають: (1) встановлення масштабів світу виходячи з теорем геометрії і даних астрономічних спостережень, а також (2) побудова володіючих пророкуючою силою геометричних теорій руху небесних тіл. Високого рівня досягає методика астрономічних спостережень. Об'єднання античного світу Олександром Македонським робить можливим збагачення астрономії Греції за рахунок досягнень вавилонських астрономів. Разом із тим, поглиблюється розрив між цілями астрономії та фізики, не настільки очевидний у попередньому періоді.
Протягом більшої частини періоду еллінізму у греків не простежується вплив астрології на розвиток астрономії.

### Джерела

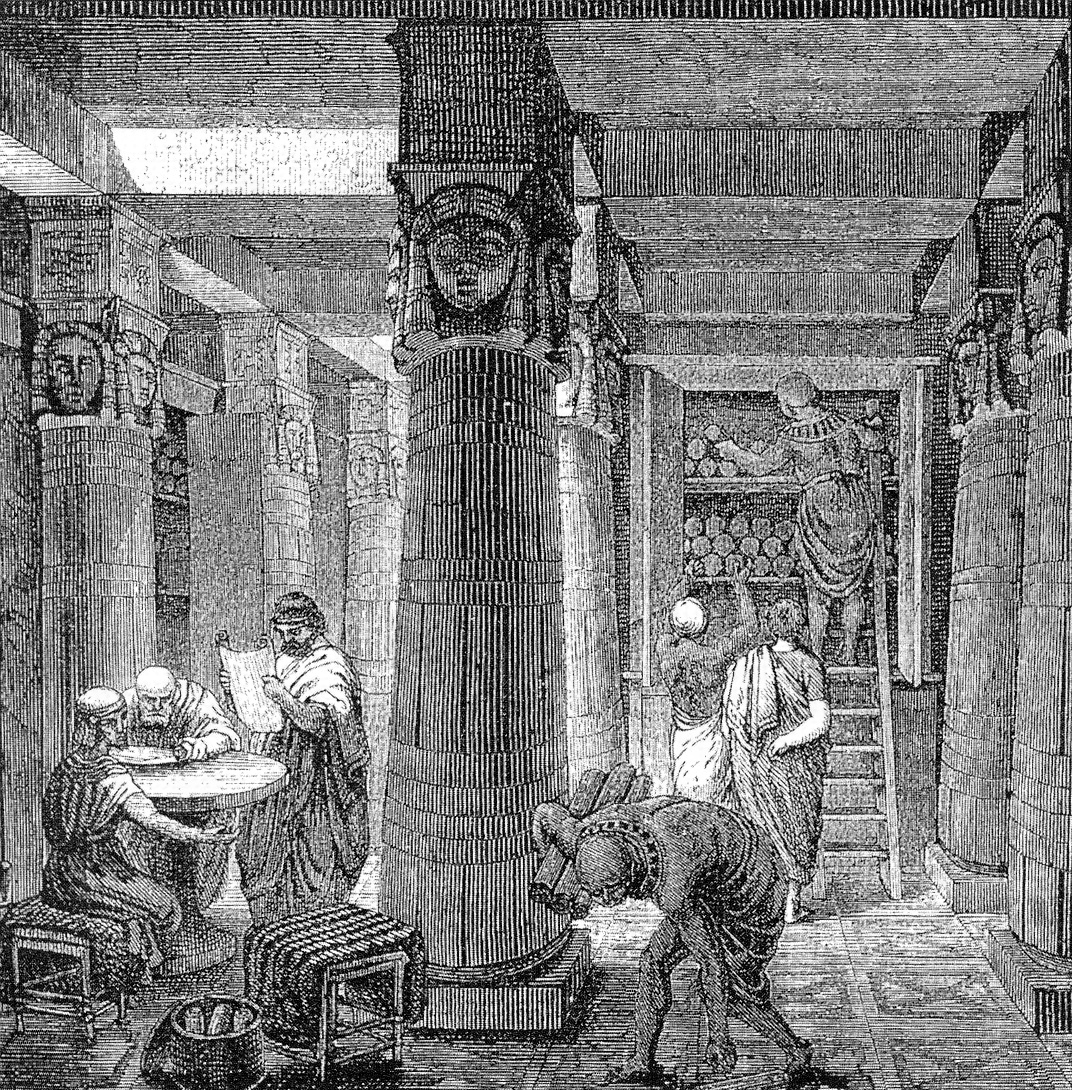
Вчені заняття в Александрійській бібліотеці

### Філософський фундамент астрономії
Елліністичний період відзначений виникненням нових філософських шкіл, дві з яких (епікурейців і стоїків) зіграли помітну роль у розвитку космології.
Школа Епікура виникла в IV столітті до н. е. в Афінах. Здебільшого, епікурейці розвивали ідеї атомістів. Оригінальним було Епікурове пояснення причин нерухомості Землі: він припустив, що насправді Земля падає в якусь «світову безодню», але ми не помічаємо цього падіння, бо падаємо разом із Землею. Процес космоутворення виглядає наступним чином: всі атоми падають в «світову безодню» по паралельних шляхах, з рівними швидкостями, незалежно від їх ваги та розміру. Однак атомам притаманний і ще один вид руху — випадковий рух вбік, який призводять до відхилень від прямолінійних траєкторій, через що атоми стикаються. Це і веде до формування Землі та інших тіл. Активна діяльність богів при цьому не передбачалася, завдяки чому епікурейці користувалися репутацією атеїстів. Епікурейці стверджували можливість існування нескінченної кількості світів, аналогічних нашому. Одні й ті ж явища в різних світах можуть мати різні причини. Так, римський поет Тит Лукрецій Кар (I ст. до н. е.), який висловив погляди Епікура в поемі Про природу речей, пише, що фази Місяця можуть відбуватися і з причини того, що її по різному висвітлює Сонце, і через те що Місяць за природою своєю має одну світлу і одну темну півкулі; може бути, Сонце обертається навколо Землі, але не виключено, що кожен день над нами світить нове Сонце. Паралельність же траєкторій атомів передбачала плоску форму Землі, що ставило епікурейців в опозицію всім астрономам і географам того періоду, які вважали улеподібність Землі доведеною.
Найбільш популярною філософської школою як в епоху еллінізму, так і в епоху Римської імперії, була школа стоїків, заснована в Афінах наприкінці IV століття до н. е. Зеноном із Китіона. Стоїки вважали, що Космос періодично народжується з вогню і у вогні гине. Вогонь здатний перетворюватися на три інші елементи — повітря, воду і землю. При цьому весь Всесвіт пронизаний особливою найтоншою матерією — пневмою. Космос як ціле є живою і розумною істотою, душа якої складається з пневми. У центрі світу знаходиться куляста Земля, яка перебуває у спокої через те, що сили, що діють на неї з різних сторін Всесвіту, врівноважуються. За межами Космосу — нескінченне порожній простір.
Попри радикальні суперечності між стоїками і епікурейцями, вони мали близькі погляди з деяких фізичних питань. Так, на думку тих і інших, немає таких понять, як абсолютно легкі і абсолютно важкі тіла; вся речовина прагне центру світу, просто одні частинки мають більшу тяжкість, ніж інші. Внаслідок цього в центрі світу концентрується найважча матерія, що утворює Землю, у той час як легша витісняється до периферії. Тієї ж думки дотримувався і видатний філософ Стратон Лампсакський, який очолював школу перипатетиків після смерті Теофраста, учня Арістотеля.

### Практична астрономія

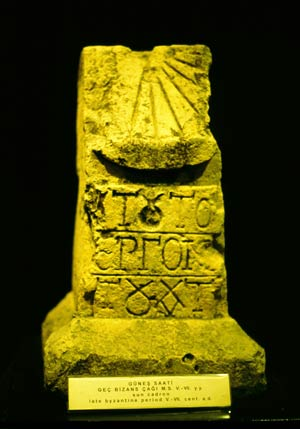
Давньогрецький сонячний годинник

Календар. Каліппове значення довжини тропічного року (365 + (1/4) днів) було покладено в основу так званого зодіакального календаря, або календаря Діонісія (перший рік починався 28 червня 285 р. до н. е.) — сонячного календаря, у якому календарний цикл складався з трьох років по 365 днів і одного в 366 днів (як і в юліанському календарі). 238 року до н. е. базилевс Єгипту Птолемей III Евергет зробив невдалу спробу впровадження аналогічного календаря в цивільне життя своєї країни.
З метою удосконалення календаря вчені епохи еллінізму проводили спостереження сонцестояння і рівнодення: довжина тропічного року дорівнює проміжку часу між двома сонцестояннями або рівноденнями, діленому на повне число років. Вони розуміли, що точність обчислення тим вища, чим більший проміжок між використовуваними подіями. Спостереженнями такого роду займалися, зокрема, Аристарх Самоський, Архімед Сіракузького, Гіппарх Нікейський і ряд інших астрономів, імена яких невідомі.
У бібліотеці Ватикану зберігається рукопис, у якій наведено дані про величину року відповідно до вимірювань деяких древніх астрономів. Зокрема, Аристарху приписано два різних значення. Записи сильно спотворені, але аналіз документа дозволив з'ясувати, що одне з приписаних Аристарху значень близько до тривалості тропічного, інше — зоряного року (відповідно, 365 + (1/4) — (15/4868) днів і 365+ (1/4) + (1/152) днів). Оскільки тропічний рік є проміжком часу між двома послідовними проходженнями Сонця через точку весняного рівнодення, з нерівності тропічного і зоряного року автоматично слід рух точок рівнодень назустріч річному рухові Сонця, тобто випередження рівнодення, або прецесія.

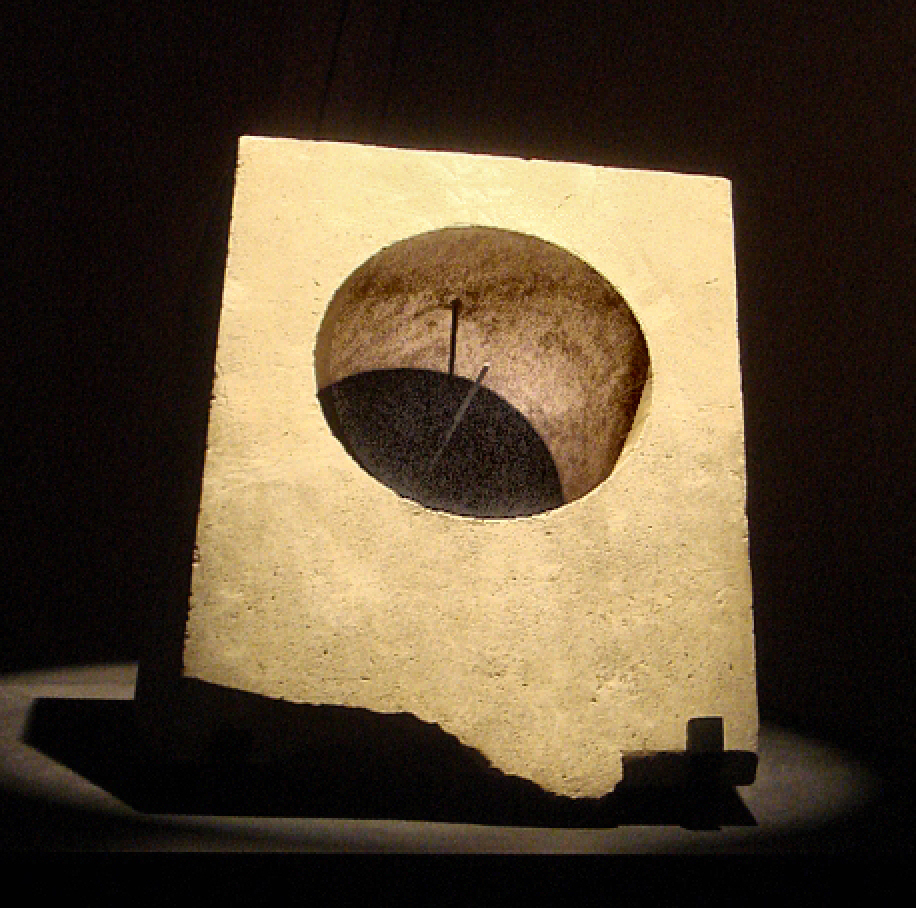
Грецький сонячний годинник у греко-Бактрійському місті Ай-ханум (суч. Афганістан), III—II ст. до н. е.

Проте зазвичай відкриття прецесії приписується Гіппарху, який показав переміщення точок рівнодення серед зір у результаті зіставлення координат деяких зір, виміряних Тімохарісом і ним самим. За Гіппархом, кутова швидкість руху точок рівнодення становить 1° на століття. Таке ж значення випливає з величин зоряного і тропічного року по Аристарху, відновленого з Ватиканських манускриптів (насправді, величина прецесії становить 1° за 72 року).
За визначенням Гіппарха тривалість тропічного року становить 365 + (1/4) — (1/300) днів (на 6 хвилин довше правильного значення в ту епоху). Виходячи з цього значення Гіппарх вніс чергове удосконалення в місячно-сонячний календарний цикл: 1 цикл Гіппарха становить 4 цикли Каліппа без однієї доби:
Можливо, грецькі астрономи епохи еллінізму використовували у своїх роботах результати астрономів Месопотамії, що стали доступними після утворення імперії Олександра Македонського. На користь цього говорить те, що значення довжини синодичного місяця, використане Гіппархом, також зустрічається у вавилонських глиняних таблицях. Можливо, однак, що потік інформації був двостороннім: у вавилонських глиняних таблицях довжина тропічного року 365+ (1/4) — (5/1188) днів майже напевно отримана виходячи з проміжку часу між літніми солнцестоянями Гіппарха (135 р. до н. е., о. Родос) і Метон Афінський (432 р. до н. е., Афіни). Тільки що згадане значення довжини синодичного місяця також вперше могло бути отримано грецькими астрономами школи Аристарха. Про наявність потоку інформації із заходу на схід говорить також підтримка вавилонянином Селевком грецької концепції руху Землі.
Кутомірні спостереження. Починаючи з IV або навіть V століття до н. е. як нахил екліптики до екватора приймалося значення 24°. Нове визначення цієї величини справив наприкінці III століття до н. е. Ератосфен в Олександрії. Він знайшов, що цей кут складає 11/83 частину півкола або 23° 51' (дійсне значення цієї величини в ту епоху становило 23° 43'). Отримане Ератосфеном значення використав Птолемей в Альмагесті. Однак у декількох незалежних дослідженнях було показано, що ряд зразків античних астрономічних і географічних робіт, які дійшли до нас, оснований на набагато точнішому значенні величини нахилу екліптики до екватора: 23° 40'.
Александрійські астрономи Тімохаріс (~ 290 рік до н. е.) і Арістілл (~ 260 рік до н. е.) робили вимірювання координат нерухомих зір. Протягом цих десятиліть точність таких спостережень суттєво зросла: від 12' у Тімохаріса до 5' у Арістілла. Настільки істотний прогрес говорить про наявність в Александрії потужної школи спостережної астрономії.
Роботу з визначення зоряних координат продовжив у другій половині II століття до н. е. Гіппарх, що склав перший у Європі зоряний каталог, що включив точні значення координат близько тисячі зір. Цей каталог до нас не дійшов, але не виключено, що каталог із Птолемеєва Альмагеста майже цілком є каталогом Гіппарха з перерахованими за рахунок прецесії координатами. При складанні свого каталогу Гіппарх вперше ввів поняття зоряних величин.
У другій половині III століття до н. е. александрійські астрономи також проводили спостереження положень планет. У їх числі були Тімохаріс а також астрономи, чиї імена нам невідомі (все що ми про них знаємо, це те, що для датування своїх спостережень вони використовували зодіакальний календар Діонісія). Спонукальні мотиви александрійських спостережень не цілком ясні.
З метою визначення географічної широти в різних містах проводилися спостереження висоти Сонця під час сонцестояння. При цьому досягалася точність порядку декількох кутових хвилин, максимально досяжна неозброєним оком. Для визначення довготи використовувалися спостереження місячних затемнень (різниця довгот між двома пунктами дорівнює різниці місцевого часу, коли відбулося затемнення).

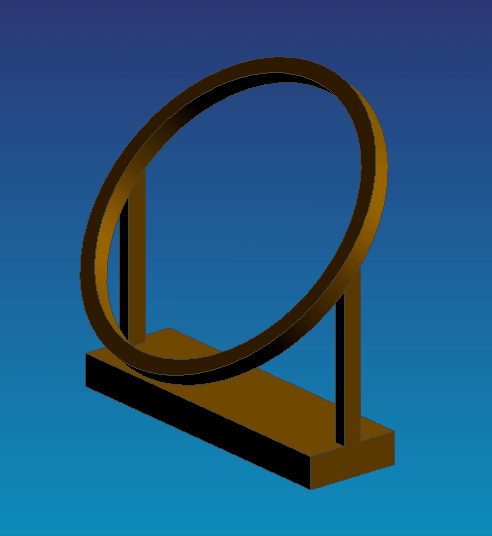
Екваторіальне кільце.

Архімед у праці Численні піщинки наводить результати вимірювання кутового діаметра Сонця: від 1/164 до 1/200 прямого кута (тобто від 32' 55" до 27'). За бульш ранньою оцінкою Аристарха ця величина складає 30'; її дійсне значення коливається від 31' 28 «до 32' 37».
Астрономічні інструменти. Ймовірно, для спостереження положення нічних світил використовувалася діоптра, а для спостереження Сонця — полуденне коло; досить імовірно також використання астролябії (винахід якої іноді приписується Гіппарху) і армілярні сфери. За словами Птолемея, для визначення моментів рівнодень Гіппарх використовував екваторіальне кільце.
Архімед побудував небесний глобус — механічний планетарій, поміщаючись всередину якого людина могла бачити рух по небосхилу планет, Місяця і Сонця, місячні фази, сонячні і місячні затемнення.

### Космологія
Отримавши підтримку з боку стоїків, геоцентрична система світу продовжувала залишатися основною космологічною системою в період еллінізму. Твір по сферичній астрономії, написаний Евклідом на початку III столітті до н. е., також оснований на геоцентричній точці зору. Однак у першій половині цього століття Аристарх Самоський запропонував альтернативну, геліоцентричну систему світу, згідно з якою:
- Сонце і зорі нерухомі,
- Сонце розташоване в центрі світу,
- Земля обертається навколо Сонця за рік і навколо осі за добу.

Виходячи з геліоцентричної системи і спостережуваності річних паралаксів зір, Аристарх зробив піонерський висновок, що відстань від Землі до Сонця дуже мала в порівнянні з відстанню від Сонця до зір. Цей висновок із достатньою часткою симпатії призводить Архімед у своєму творі Обчислення піщинок (один з основних джерел нашою інформацією про гіпотезу Аристарха), що можна вважати непрямим визнанням геліоцентричної космології Сиракузьким вченим. Можливо, в інших своїх працях Архімед розвивав іншу модель устрою Всесвіту, у якій Меркурій і Венера, а також Марс обертаються навколо Сонця, яке, своєю чергою, рухається навколо Землі (при цьому шлях Марса навколо Сонця охоплює Землю).
Більшість істориків науки вважає, що геліоцентрична гіпотеза не отримала скільки-небудь значної підтримки з боку сучасників Аристарха і астрономів більш пізнього часу. Деякі дослідники, проте, наводять низку непрямих свідчень про широку підтримку геліоцентризму античними астрономами. Однак, відомо ім'я тільки одного прихильника геліоцентричної системи: вавилонянин Селевк, 1-ша половина II століття до н. е.
Стоїк Клеанф вважав, що за висловлення ідеї про рух Землі Аристарха слід було притягнути до суду. Чи привів цей заклик до яких-небудь наслідків, невідомо.
Розглянутий період відзначений також появою інших новаторських гіпотез. Виникла думка про можливість власних рухів «нерухомих» зір. У всякому разі, згідно з наявними свідченнями, одним зі спонукальних мотивів Гіппарха при складанні свого зоряного каталогу було бажання забезпечити астрономів майбутніх поколінь базою даних точних координат зір із метою перевірки гіпотези про наявність власних рухів зір. З цією метою Гіппарх також записав кілька випадків, коли три або більше зорі лежать приблизно на одній лінії.
У I столітті до н. е. Гемін оприлюднив думку, що зорі тільки здаються лежачими на одній сфері, а насправді вони розташовуються на різних відстанях від Землі. Є всі підстави вважати, що ця думка також зародилася раніше, в III або II столітті до н. е., оскільки воно асоціюється з можливістю існування власних рухів зір: наявність таких рухів несумісне з уявленням про зорі як про тіла, закріплені на одній сфері. Обидва цих припущення також добре гармонують із геліоцентричною системою: характерне для геоцентризму уявлення про нерухомість Землі вимагає, щоб зорі були жорстко закріплені на небесній сфері, оскільки в цьому випадку добове обертання неба вважається реальним, а не уявним, як у випадку Землі, що обертається.
Деякі філософи висловлювали і досить архаїчні погляди, давно залишені наукою. Так, послідовники Епікура вважали Землю плоскою, падаючою в «світову безодню».
Деякі інші сторони вчення епікурейців, втім, виглядають досить передовими для свого часу. Наприклад, вони вважали можливим існування, крім нашого, інших світів (кожен із яких кінцевий і обмежений сферою нерухомих зір). Їх основні суперники, стоїки, вважали світ єдиним, кінцевим і зануреним у безкрайньо порожній простір. Найбільший інтерес представляє точка зору геліоцентриста Селевка, що вважав світ нескінченним.

### Спроби встановлення масштабів Всесвіту
Характерні для попереднього етапу спроби встановлення відстаней до світил виходячи зі спекулятивних піфагорійських міркувань про гармонію світу не знайшли своє продовження в період еллінізму. У III—II століттях до н. е. астрономи зробили ряд оцінок відстаней до небесних тіл виходячи суто з теорем евклідової геометрії і простих фізичних міркувань. Перша відомих нам таких спроб належить Аристарху Самоському і описана в його праці Про розміри та відстані Сонця і Місяця. Виходячи з оціненої ним кутової відстані Місяця від Сонця у квадратурі (коли із Землі спостерігається половина місячного диска) і фізичного припущення про світіння Місяця відбитим сонячним світлом, він оцінив відношення відстаней до Сонця і Місяця в 19 разів; оскільки кутові розміри обох світил на небі приблизно однакові, Сонце виявляється в стільки ж разів більше Місяця по радіусу, тобто в 19 разів. Аналізуючи далі місячне затемнення (залучаючи дані про співвідношення кутового розміру місячної тіні і видимого радіуса Місяця), він обчислив відношення радіусів Сонця і Землі становить 20:3. Ця оцінка приблизно у 20 разів менше істинного значення, що пов'язано з неможливістю точного визначення моменту місячної квадратури. Не виключено, однак, що трактат Про розміри та відстанях Сонця і Місяця, який дійшов до нас, написаний не самим Аристархом, але є пізнішою учнівської переробкою оригінальної праці самоського вченого під такою ж назвою, а сам Аристарх вважав, що 19 і 20/3 є лише нижніми оцінками, відповідно, відношення відстаней до Сонця і Місяця і відношення радіусів Сонця і Землі. Хай там що, видатним результатом Аристарха було встановлення того факту, що обсяг Сонця в багато разів перевищує обсяг Землі. Можливо, це і привело його до геліоцентричної гіпотези світобудови.

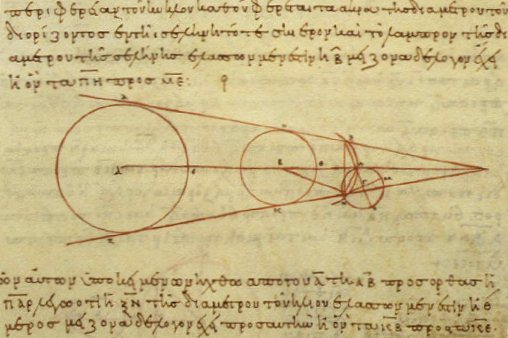
Схема, що пояснює визначення радіуса Місяця за методом Аристарха (візантійська копія X століття)

Цими задачами займався також Гіппарх (роботи самого вченого до нас не дійшли, ми знаємо про них тільки по згадках інших авторів). Спочатку для вимірювання відстані до Місяця він використовував спостереження сонячного затемнення, яке у двох різних містах спостерігалося в різних фазах. Припускаючи, що добовий паралакс Сонця нехтовно малий, Гіппарх отримав, що відстань до Місяця лежить у межах від 71 до 83 радіусів Землі. Далі Гіппарх використовує, по видимому, метод визначення відстані до Місяця, аналогічний використаному раніше Аристархом і припускає, що добовий паралакс Сонця дорівнює максимальній величині, при якій він невиразний неозброєним поглядом (за Гіппархом, 7', що відповідає відстані до Сонця в 490 радіусів Землі). У результаті мінімальна відстань до Місяця виявилося рівним 67 1/3, максимальне 72 2/3 радіусів Землі.
Є підстави вважати, що оцінки відстаней до небесних тіл виходячи з неспостережуваності їх добових паралаксів робили й інші астрономи; слід нагадати також висновок Аристарха про величезну віддаленість зір, зроблений виходячи з геліоцентричної системи і неспостережуваності річних паралаксів зір.
Визначенням відстаней до небесних світил займалися також Аполлоній Перзький і Архімед, однак про використані ними методи нічого не відомо. В одній із недавніх спроб реконструкцій роботи Архімеда зроблено висновок, що отримана ним відстань до Місяця становить близько 62 радіусів Землі і досить точно виміряв відносні відстані від Сонця до планет Меркурія, Венери і Марса (ґрунтуючись при цьому на моделі, у якій ці планети обертаються навколо сонця і разом із ним — навколо Землі).
До цього слід додати визначення радіуса Землі Ератосфеном. З цією метою він виміряв зенітну відстань Сонця опівдні дня літнього сонцестояння в Александрії, отримавши результат 1/50 повного кола. Далі, Ератосфену було відомо, що в місті Сієні цього дня Сонце знаходиться точно в зеніті, тобто Сієна знаходиться на тропіку. Вважаючи ці міста лежать точно на одному меридіані і беручи відстань між ними рівними 5000 стадій, а також вважаючи промені Сонця паралельними, Ератосфен отримав довжину земного кола рівним 250 000 стадій. Згодом Ератосфен збільшив цю величину до значення 252 000 стадій, зручнішого для практичних розрахунків. Точність результату Ератосфена важко оцінити, оскільки величина використаного ним стадія невідома. У більшості сучасних робіт стадій Ератосфена приймається рівним 157,5 метрів або 185 метрів. Тоді його результат для довжини земного кола, у перекладі на сучасні одиниці вимірювання, виявиться рівним, відповідно, 39 690 км (всього на 0,7 % менше від прийнятого нині, на початок XXI століття, значення) або 46 620 км (на 17 % більше прийнятого нині значення).

### Теорії руху небесних тіл

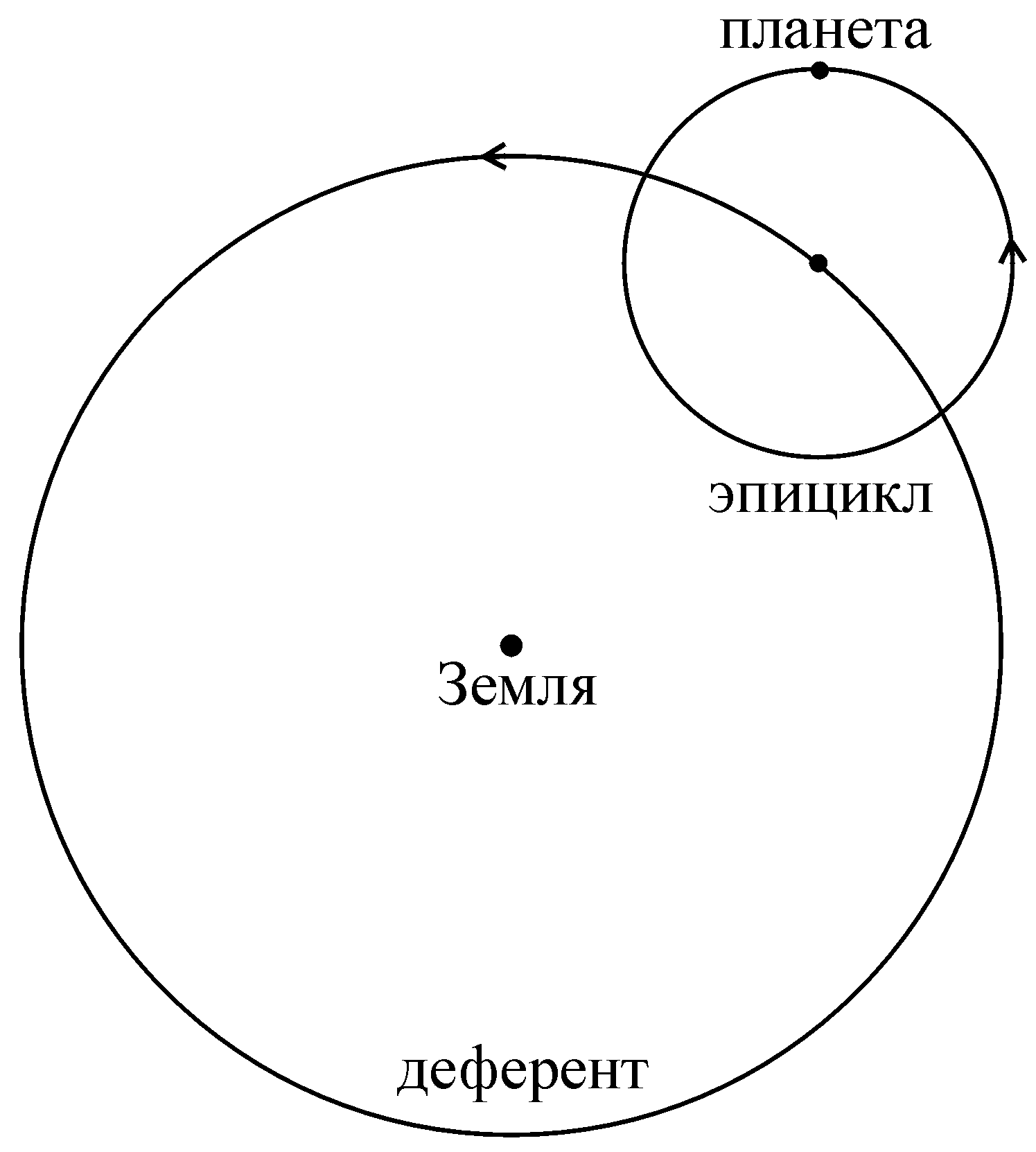
Епіцикл і деферент

У розглянутий період були створені нові геометричні теорії руху Сонця, Місяця і планет, в основу яких було покладено принцип, згідно з яким рух усіх небесних тіл є комбінацією рівномірних кругових рухів. Однак цей принцип виступав не у вигляді теорії гомоцентричних сфер, як у науці попереднього періоду, а у вигляді теорії епіциклів, згідно з яким саме світило здійснює рівномірний рух по малому колу (епіциклу), центр якого рівномірно рухається навколо Землі по великому колу (деференту). Основи цієї теорії, як вважається, заклав Аполлоній Перзький, який жив наприкінці III — початку II століття до н. е.

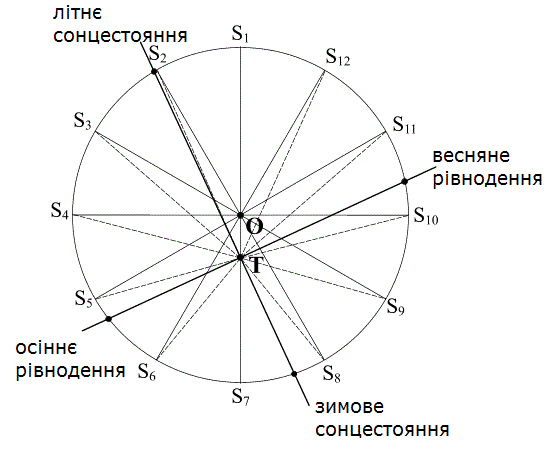
Рух Сонця в теорії Гіппарха. O — центр орбіти Сонця, T — Земля

Ряд теорій руху Сонця і Місяця побудував Гіппарх. Згідно з його теорією Сонця, періоди рухів по епіциклу і деференту однакові й рівні одному року, їх напрямки протилежні, внаслідок чого Сонце рівномірно описує в просторі коло (ексцентрик), центр якого не збігається з центром Землі. Це дозволило пояснити нерівномірність видимого руху Сонця по екліптиці. Параметри теорії (відношення відстаней між центрами Землі і ексцентра, напрямок лінії апсид) були визначені зі спостережень. Аналогічна теорія була створена для Місяця, проте в припущенні, що швидкості руху Місяця по деференту і епіциклу не збігаються. Ці теорії дозволили здійснювати передбачення затемнень із точністю, недоступною раннім астрономам.
Інші астрономи займалися створенням теорій руху планет. Складність полягала в тому, що в русі планет були нерівномірності двох видів:
- Нерівність відносно Сонця: у зовнішніх планет — наявність зворотних рухів, коли планета спостерігається поблизу протистояння з Сонцем; у внутрішніх планет — позадні рухи і «прив'язаність» цих планет до Сонця;
- Зодіакальна нерівність: залежність величини дуг зворотних рухів і відстаней між дугами від знака зодіаку.

Для пояснення цих нерівностей астрономи епохи еллінізму залучали поєднання рухів ексцентричними колами й епіциклами. Ці спроби були розкритиковані Гіппархом, який, однак, не запропонував жодної альтернативи, обмежившись систематизацією доступних у його час даних спостережень.

### Математичний апарат астрономії

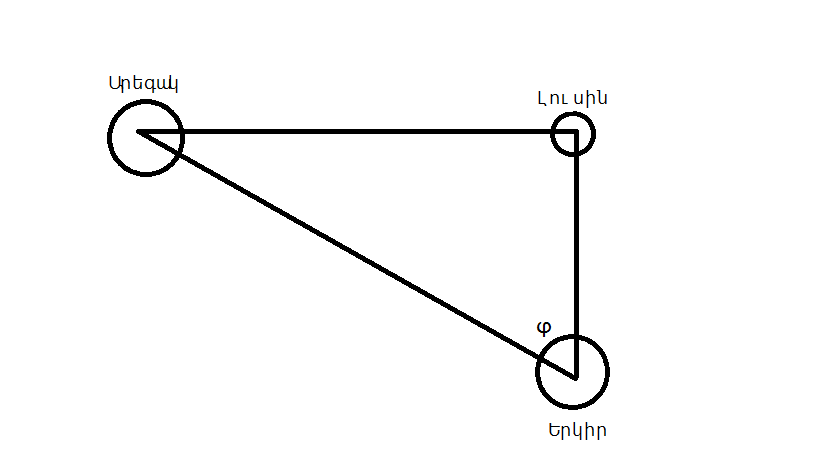
Прямокутний трикутник Аристарха: взаємне розташування Сонця, Місяця і Землі під час квадратури

Головні успіхи в розвитку математичного апарату елліністичної астрономії були пов'язані з розвитком тригонометрії. Необхідністю у розвитку тригонометрії на площині була пов'язана з потребою у вирішенні астрономічних завдань двох видів:
- Визначення відстаней до небесних тіл (починаючи щонайменше з Аристарха Самоського, який займався проблемою визначення відстаней і розмірів Сонця і Місяця).
- Визначення параметрів системи епіциклів і/або ексцентрів, що представляють рух світила в просторі (згідно з широко поширеною думкою, ця проблема вперше була сформульована і вирішена Гіппархом при визначенні елементів орбіт Сонця і Місяця; можливо, аналогічними завданнями займалися й астрономи більш раннього часу, але результати їхніх праць до нас не дійшли).

В обох випадках астрономам було потрібно обчислювати боки прямокутних трикутників при відомих значеннях двох його сторін і одного з кутів (певного виходячи з даних астрономічних спостережень на земній поверхні). Першим що дійшов до нас твором, де ставилася і вирішувалася ця математична задача, був трактат Аристарха Самоського Про величини і відстані Сонця і Місяця. У прямокутному трикутнику, утвореному Сонцем, Місяцем і Землею під час квадратури, було потрібно обчислити величину гіпотенузи (відстань від Землі до Сонця) через катет (відстань від Землі до Місяця) при відомому значенні прилеглого кута (87°), що еквівалентно обчисленню значення sin 3°. За оцінкою Аристарха, ця величина лежить у проміжку від 1/20 до 1/18. Попутно він довів, у сучасних термінах, нерівність {\displaystyle \sin \alpha /\sin \beta <\alpha /\beta <\tan \alpha /\tan \beta } (міститься також у праці Численні піщинки Архімеда).
Починаючи принаймні з Гіпсиклa, астрономи епохи еллінізму як міру кута використовували 1/360 частину кола (градус). Ймовірно, ця кутова міра була запозичена ними в астрономів Месопотамії. Замість синусів грецькі астрономи частіше використовували хорди: хорда кута α дорівнює подвоєному синусу кута α/2. За деякими реконструкціями, перша таблиця хорд була складена ще в III столітті до н. е., можливо, Аполлонієм Перзьким. Широко поширена думка, що таблиця хорд була складена Гіппархом, якому вона знадобилася для визначення параметрів орбіт Сонця і Місяця, виходячи зі спостережних даних. Можливо, в основі обчислення таблиці Гіппарха лежав метод, розроблений Архімедом.
Історики не прийшли до консенсусу щодо ступеня розвитку у астрономів елліністичного періоду геометрії небесної сфери. Деякі дослідники наводять аргументи, що щонайменше в часи Гіппарха для запису результатів астрономічних спостережень використовувалася екліптична або екваторіальна система координат. Можливо, тоді були відомі і деякі теореми сферичної тригонометрії, які могли використовуватися для складання зоряних каталогів і в геодезії.
У роботі Гіппарха містяться також ознаки знайомства зі стереографічною проєкцією, використовувану при конструюванні астролябій. Відкриття стереографічної проєкції приписується Аполлонію Перзькому; у всякому разі, він довів важливу теорему, що лежить у її основі.

## Період занепаду (I століття до н.е.— I століття н.е.)

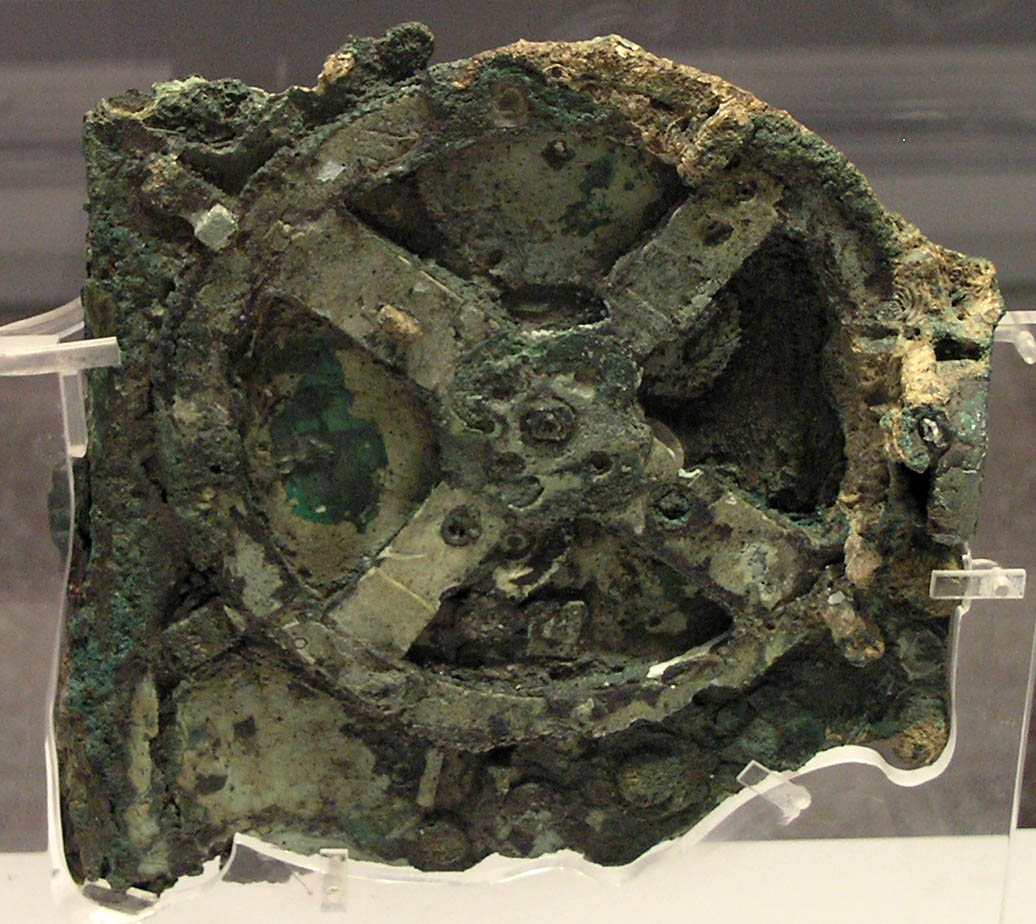
Антикітерський механізм (фрагмент). Місце зберігання — Національний археологічний музей Афін

У цей період активність в області астрономічної науки близька до нуля, зате щосили квітне прийшла з Вавилона астрологія. Як свідчать численні папіруси елліністичного Єгипту того періоду, гороскопи складалися не на основі геометричних теорій, розроблених грецькими астрономами попереднього періоду, а на основі набагато більш примітивних арифметичних схем вавилонських астрономів. У II ст. до н. е. виникло синтетичне вчення, що включало в себе вавилонську астрологію, фізику Арістотеля і вчення стоїків про симпатичний зв'язку всього сущого, розвинене Посідонієм Апамейським. Його частиною було подання про обумовленість земних явищ обертанням небесних сфер: оскільки «підмісячний» світ постійно перебуває в стані вічного становлення, у той час як «надмісячний» світ перебуває в незмінному стані, другий є джерелом всіх змін, що відбуваються в першому.
Попри відсутність розвитку науки, істотної деградації також не відбувається, свідченням чого є добротні підручники Введення в явища Геміна (I століття до н. е.) і Сферика Феодосія Віфінського (II або I століття до н. е.), які дійшли до нас. Останній є проміжним за рівнем між аналогічними працями ранніх авторів (Автоліка і Евкліда) і більш пізнім трактатом «Сферика» Менелая (I ст. н. е.). Також до нас дійшли ще два невеликих твори Феодосія: Про оселі, де наведено опис зоряного неба з погляду спостерігачів, що знаходяться на різних географічних широтах, і Про дні і ночі, де розглядається рух Сонця уздовж екліптики. Зберігалася і пов'язана з астрономією технологія, на основі якої був створений механізм з Антікітери — калькулятор астрономічних явищ, створений в I столітті до н. е.

## Імперський період (II—V століття н.е.)
Астрономія поступово відроджується, але з помітною домішкою астрології. У цей період створюються ряд узагальнюючих астрономічних праць. Однак новий розквіт стрімко змінюється застоєм і потім новою кризою, цього разу ще більш глибокою, пов'язаною із загальним занепадом культури в період краху Римської імперії, а також із радикальним переглядом цінностей античної цивілізації, зробленим раннім християнством.

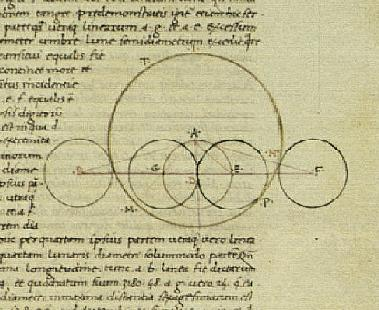
Ілюстрація з Альмагеста (латинський переклад Георгія Трапезундського, 1451)

### Практична астрономія

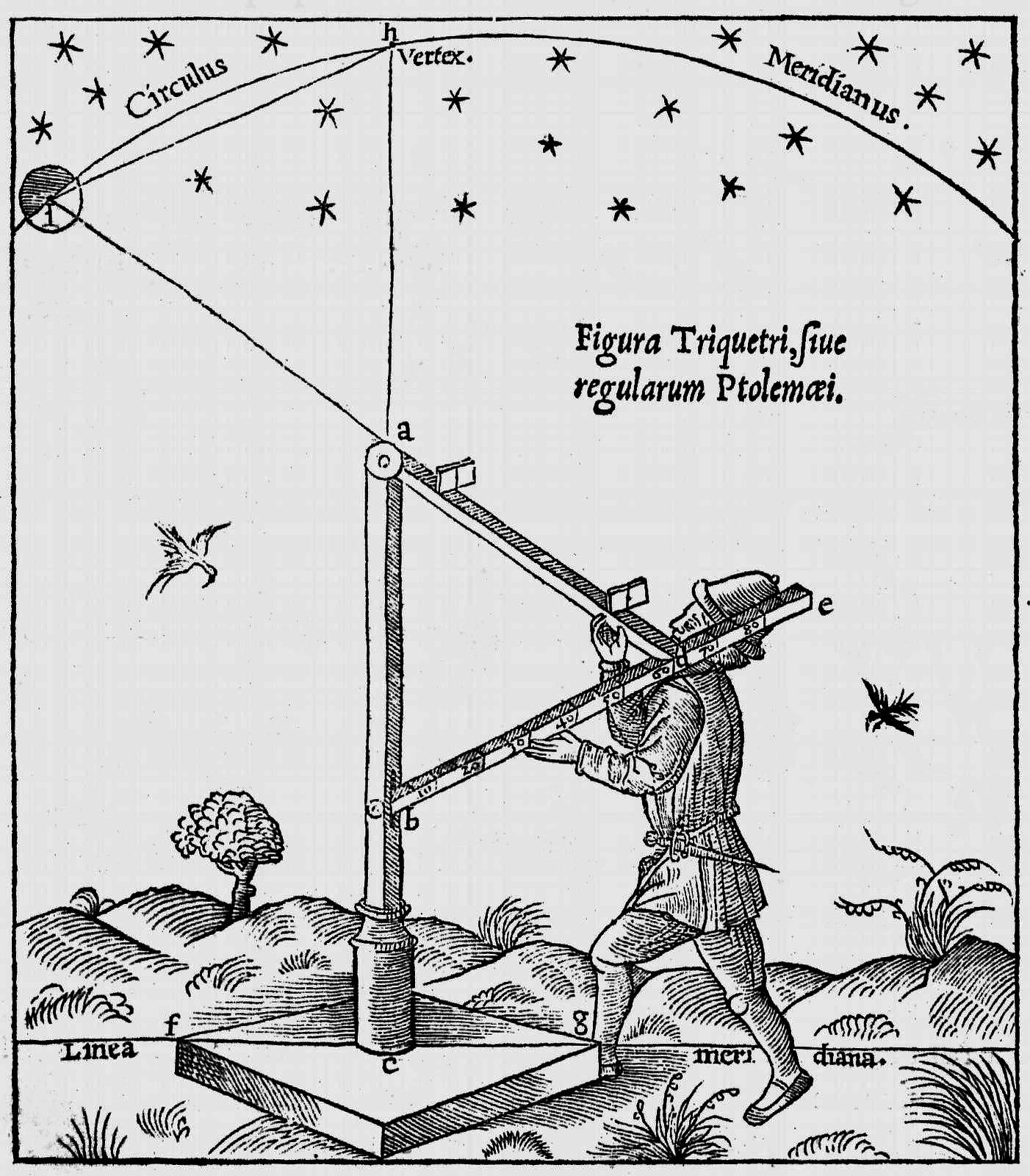
Трикветрум Клавдія Птолемея (з книги 1544 року)

Завданням планетних спостережень розглянутого періоду є забезпечення чисельним матеріалом теорій руху планет, Сонця і Місяця. З цією метою робили свої спостереження Менелай Александрійський, Клавдій Птолемей та інші астрономи (з питання автентичності спостережень Птолемея ведеться напружена дискусія). У разі Сонця, основні зусилля астрономів по колишньому були спрямовані на точну фіксацію моментів рівнодення і сонцестояння. У разі Місяця, спостерігалися затемнення (фіксувався точний момент найбільшої фази й положення Місяця серед зір), а також моменти квадратур. Для внутрішніх планет (Меркурія і Венери), основний інтерес представляли найбільші елонгації, коли ці планети знаходяться на найбільшій кутовій відстані від Сонця. У зовнішніх планет особливий наголос робився на фіксуванні моментів протистоянь з Сонцем і їх спостереження в проміжні моменти часу, а також на вивченні їх зворотних рухів. Велику увагу астрономів залучали також такі рідкісні явища, як з'єднання планет із Місяцем, зорями і один з одним.
Робилися також спостереження координат зір. Птолемей наводить в Альмагесті зоряний каталог, де, за його твердженням, кожну зорю він спостерігав самостійно. Не виключено, однак, що цей каталог майже цілком є каталогом Гіппарха з перерахованими за рахунок прецесії координатами зір.
Останні астрономічні спостереження в античності були зроблені наприкінці V століття Проклом і його учнями Геліодором і Аммонієм.
Птолемей описує кілька астрономічних інструментів, вживаних у його час. Це квадрант, рівноденне кільце, полуденне коло, армілярна сфера, трикветрум, а також спеціальний прилад для вимірювання кутового розміру Місяця. Герон Александрійський згадує ще один астрономічний інструмент — діоптрій.
Поступово набуває поширення астролябія, у середні віки стала головним інструментом астрономів. Математичною основою астролябії є стереографічна проєкція, яка була використана в так званому «покажчику бурхливої погоди», описаною Вітрувієм і являє собою механічний аналог рухомої карти зоряного неба. У своїй роботі Про планісферу Птолемей описує стереографічну проєкцію і зазначає, що вона є математичною основою «гороскопічного інструменту», який за описом збігається з астролябією. Наприкінці IV століття н. е. трактат про астролябію був написаний Теоном Александрійським; цей твір до нас не дійшов, але його зміст може бути відновлене на підставі праць пізніших авторів. За повідомленням Синезія, у виготовленні астролябій брала участь дочка Теона, легендарна Гіпатія. Найбільш ранні трактати про астролябію, який дійшли до нас, були написані Аммонієм Гермієм наприкінці V або початку VI століття і трохи пізніше його учнем Іоанном Філопоном.

### Математичний апарат астрономії
Продовжувався розвиток тригонометрії. Менелай Александрійський (близько 100 року н. е.) написав монографію Сферика в трьох книгах. У першій книзі він виклав теорію сферичних трикутників, аналогічну теорії Евкліда про плоскі трикутники, викладену в I книзі Початки. Крім того, Менелай довів теорему, для якої немає евклідового аналога: два сферичні трикутники конгруентні (сумісні), якщо відповідні кути рівні. Інша його теорема стверджує, що сума кутів сферичного трикутника завжди понад 180°. Друга книга Сферика викладає застосування сферичної геометрії до астрономії. Третя книга містить «теорему Менелая», відому також як «правило шести величин».
Найвизначнішою тригонометричною роботою античності є Птолемеїв Альмагест. Книга містить нові таблиці хорд. Для їх обчислення хорд використовував (у розділі X) теорему Птолемея (відому, втім, ще Архімеду), яка стверджує: сума добутків довжин протилежних сторін опуклого вписаного в коло чотирикутника дорівнює добутку довжин його діагоналей. З цієї теореми неважко вивести дві формули для синуса і косинуса суми кутів і ще дві для синуса і косинуса різниці кутів. Пізніше Птолемей наводить аналог формули синуса половинного кута для хорд.
Важливим нововведенням Альмагеста є опис рівняння часу — функції, що описує відхилення середнього сонячного часу від істинного сонячного часу.

### Теорії руху небесних тіл

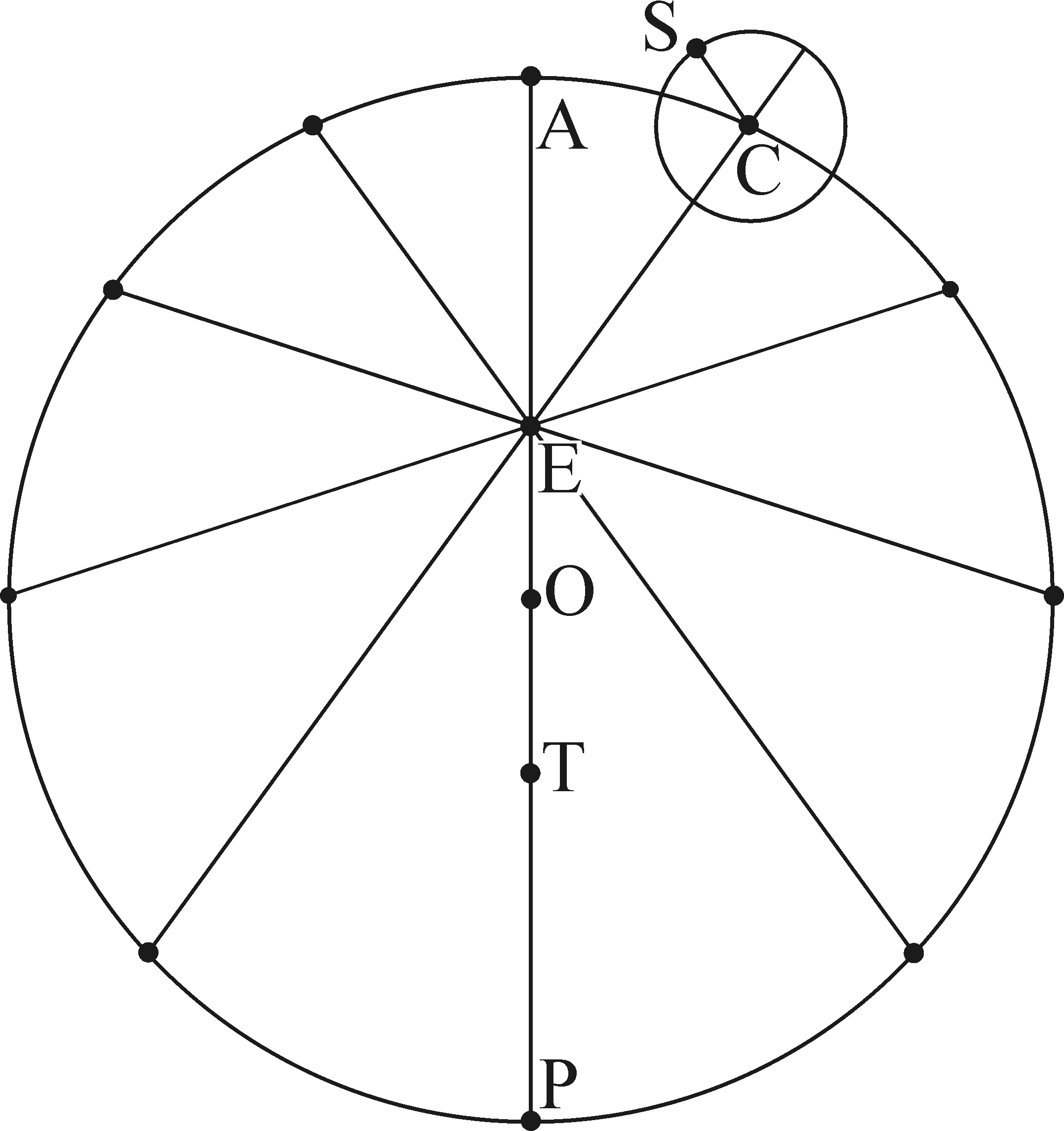
Теорія бісекції ексцентриситету. Точки на колі показують положення планети через рівні проміжки часу. O — центр деферента, T — Земля, E — точка екванта, A — апогей деферента, P — перигей деферента, S — планета, C — середня планета (центр епіциклу)

Хоча теорія руху Сонця, Місяця і планет розвивалася починаючи ще з періоду еллінізму, перша теорія, яка дійшла до нас, представлена в Альмагесті Птолемея. Рух усіх небесних тіл представлено у вигляді комбінації декількох рухів по великих і малих колам (епіциклам, деферентам, ексцентрам). Сонячна теорія Птолемея повністю збігається з теорією Гіппарха, про яку ми знаємо тільки з Альмагеста. Значні нововведення містяться в місячній теорії Птолемея, де вперше врахований і змодельований новий вид нерівномірності в русі природного супутника — евекція. Недоліком цієї теорії є перебільшення інтервалу зміни відстані від Землі до Місяця — майже вдвічі, що повинно відбиватися у зміні кутового діаметра Місяця, що не спостерігається в реальності.
Найцікавішою є планетна теорія Птолемея (теорія бісекції ексцентриситету): кожна з планет (крім Меркурія) рівномірно рухається по малому колу (епіциклу), центр якого здійснює рух по великому колу (деференту), причому Земля зміщена щодо центру деферента; найголовніше, і кутова, і лінійна швидкість центру епіциклу змінюється при русі по деференту, причому цей рух виглядав би рівномірним при спостереженні з певної точки (екванту), так що відрізок, що з'єднує Землю і еквант ділиться центром деферента навпіл. Ця теорія дозволяла з великою точністю змоделювати зодіакальну нерівність у русі планет.
Чи був автором теорії бісекції ексцентриситету сам Птолемей, невідомо. На думку Ван дер Вардена, яка знаходить підтримку в ряді недавніх досліджень, її витоки слід шукати в роботах вчених більш раннього часу, які не дійшли до нас.
Параметри руху планет по епіциклах і деферентах були визначені зі спостережень (хоча досі неясно, чи не були ці спостереження сфальсифіковані). Точність птолемеївської моделі складає: для Сатурна — близько 1/2°, Юпітера — близько 10', Марса — понад 1°, Венери і особливо Меркурія — до декількох градусів.

### Космологія і фізика неба
У теорії Птолемея передбачався наступний порядок проходження світил із збільшенням відстані від Землі: Місяць, Меркурій, Венера, Сонце, Марс, Юпітер, Сатурн, нерухомі зорі. При цьому середня відстань від Землі росла з ростом періоду обігу серед зір; крім того, залишалася невирішеною проблема Меркурія і Венери, у яких цей період дорівнює сонячному (Птолемей не приводить достатньо переконливих аргументів, чому він поміщає ці проблеми «нижче» Сонця, просто посилається на думку вчених більш раннього періоду). Усі зорі вважалися такими, що знаходяться на одній і тій же сфері — сфері нерухомих зір. Для пояснення прецесії він був змушений додати ще одну сферу, яка перебувала вище сфери нерухомих зір.

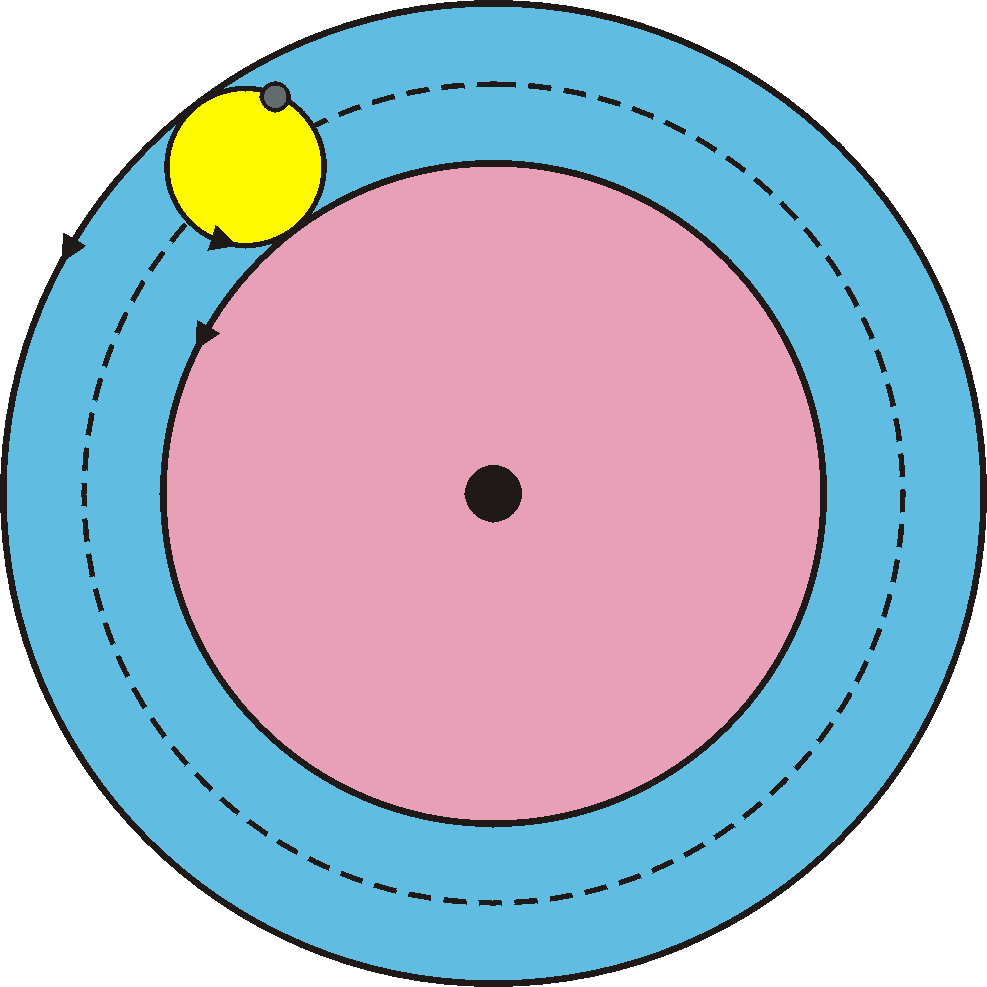
Епіцикл і деферент згідно з теорією вкладених сфер.

У теорії епіциклів, у тому числі у Птолемея, відстань від планет до Землі змінювалося. Фізичну картину, яка може стояти за цією теорією, описав Теон Смирнський (кінець I — початок II століття н. е.) у творі Математичні поняття, корисні для читання Платона, який дійшов до нас. Це теорія вкладених сфер, основні положення якої зводиться до наступного. Уявімо собі дві зроблені з твердого матеріалу концентричні сфери, між якими поміщена маленька сфера. Середнє арифметичне радіусів великих сфер є радіусом деферента, а радіус малої сфери — радіусом епіциклу. Обертання двох великих сфер змусить маленьку сферу обертатися між ними. Якщо помістити на екватор малої сфери планету, то її рух буде в точності таким, як у теорії епіциклів; таким чином, епіцикл є екватором малої сфери.
Цієї теорії, з деякими модифікаціями, дотримувався і Птолемей. Вона описана в його праці Планетні гіпотези. Там зазначається, зокрема, що максимальна відстань до кожної з планет дорівнює мінімальній відстані до планети, наступної за нею, тобто максимальна відстань до Місяця дорівнює мінімальній відстані до Меркурія і т. д. Максимальну відстань до Місяця Птолемей зміг оцінити за допомогою методу, аналогічного методу Аристарха: 64 радіуса Землі. Це дало йому масштаб всього Всесвіту. У результаті вийшло, що зорі розташовані на відстані близько 20 тисяч радіусів Землі. Птолемей також зробив спробу оцінити розміри планет. У результаті випадкової компенсації ряду помилок Земля у нього виявилася середнім за розмірами тілом Всесвіту, а зорі мають приблизно той же розмір, що і Сонце.
На думку Птолемея, сукупність ефірних сфер, що належать кожній із планет — це розумна і одухотворена істота, де сама планета виконує роль мозкового центру; похідні від нього імпульси (еманації) приводять у рух сфери, які, своєю чергою, переносять планету. Птолемей наводить таку аналогію: мозок птиці посилає в її тіло сигнали, що змушують рухатися крила, які несуть птицю по повітрю. При цьому Птолемей відкидає точку зору Арістотеля про Першодвигун як причину руху планет: небесні сфери здійснюють рухи по своїй волі, і тільки сама зовнішня з них приводиться в рух першодвигунов.
У пізню античність (починаючи з II століття н. е.) відзначається істотне зростання впливу фізики Арістотеля. Був складений ряд коментарів до творів Арістотеля (Созіген, II ст. н. е., Александр Афродизійський, кінець II — початок III століття н. е., Сімплікій, VI ст.). Спостерігається відродження інтересу до теорії гомоцентричних сфер і спроби узгодити теорію епіциклів із фізикою Арістотеля. Водночас деякі філософи висловлювали досить критичне ставлення до тих чи інших постулатам Арістотеля, особливо до його думки про існування п'ятого елемента — ефіру (Ксенарх, I ст. н. е., Прокл Діадох, V ст., Іоанн Філопон, VI ст.). Проклу належать також і низку критичних зауважень на адресу теорії епіциклів.
Розвивалися також погляди, що виходять за рамки геоцентризму. Так, Птолемей дискутує з деякими вченими (не називаючи їх по імені), які передбачають добове обертання Землі. Латинський автор V ст. н. е. Марціан Капелла у творі Шлюб Меркурія і філології описує систему, у якій Сонце обертається по колу навколо Землі, а Меркурій і Венера — навколо Сонця.
Нарешті, у творах ряду авторів тієї епохи описані уявлення, які передбачили ідеї вчених Нового часу. Так, один з учасників діалогу Плутарха Про лик, видимий на диску Місяця стверджує, що Місяць не падає на Землю через дії відцентрової сили (подібно предметам, вкладеним у пращу), «адже кожен предмет захоплюється природним йому рухом, якщо його не відхиляє в бік якась інша сила». У тому ж діалозі наголошується, що тяжіння властиво не тільки Землі, але і небесним тілам, включаючи Сонце. Мотивом могла бути аналогія між формою небесних тіл і Землі: всі ці об'єкти мають форму кулі, а раз кулеподібність Землі пов'язана з її власною гравітацією, то логічно припустити, що і кулеподібність інших тіл у Всесвіті пов'язана з тією ж причиною.
Філософ Сенека (I століття н. е.) свідчить, що в античності були поширені погляди, згідно з якими сила тяжіння діє і між небесними тілами. При цьому зворотні рухи планет є лише видимістю: планети завжди рухаються в одному напрямку, бо якби вони зупинилися, вони б просто впали один на одного, а насправді їх утримує від падіння сама їх рух. Сенека відзначає також можливість добового обертання Землі.
Пліній і Вітрувій описують теорію, у якій рухом планет управляють сонячні промені «у формі трикутників». Що це означає, дуже важко зрозуміти, але можливо, в оригінальному тексті, звідки запозичили свої описи ці автори, говорилося про рух планет під дією сили тяжіння та інерції.
Той же Сенека викладає одну з думок про природу комет, згідно з якою комети рухаються по дуже витягнутих орбітах, бувши видимими тільки тоді, коли вони досягають найнижчої точки своєї орбіти. Він також вважає, що комети можуть повертатися, причому час між їх поверненнями становить 70 років (нагадаємо, що період обертання найвідомішою з комет, комети Галлея, становить 76 років).
Макробій (V століття н. е.) згадує про існування школи астрономів, що припускали існування власних рухів зір, непомітних зважаючи на величезну віддаленість зір і недостатній проміжок часу спостережень.
Ще один давньоримський автор Манілій (I століття н. е.) Наводить думку, що Сонце періодично притягує комети до себе і потім змушує їх віддалятися, як і планети Меркурій і Венеру. Манілій також свідчить, що на початку нашої ери все ще жива була точка зору, що Чумацький Шлях є спільним світінням багатьох зір, розташованих недалеко одна від одної.

## Доля давньогрецької астрономії
Передбачається, що деякі ідеї древніх греків лягли в основу астрономії і космології Стародавнього Китаю. Це належить до космологічних теорій гайтянь (небесного покривала) і хуньтянь (небесної сфери). Такі основоположні концепції китайської філософії, як дао і інь і ян, також могли бути запозичені китайцями у греків (Анаксімандра і Парменіда, відповідно).
Ймовірно, індійська астрономія починаючи з V століття н. е. значною мірою базується на грецькій астрономії доптолемеєвого (або навіть догіппархового) періоду, так що праці індійських астрономів часто використовуються для реконструкції невідомих сторінок астрономії греків. Зокрема, як вперше показав Б. Л. ван дер Варден, в основі індійської теорії руху планет, розвиненою Аріабхатою, Брахмагуптою та іншими індійськими астрономами, могла лежати теорія бісекції ексцентриситету.
Значний розвиток методів та ідей давньогрецької астрономії зобов'язане середньовічним астрономам країн ісламу: ними були вдосконалені методи астрономічних спостережень, розвинені математичні методи (особливо тригонометрія), уточнені параметри астрономічної теорії. Загальна конфігурація Космосу визначалася на основі теорії вкладених сфер, як у Птолемея.
Однак багато астрономів й філософів країн ісламу бачили недолік теорії Птолемея в неможливості її інтерпретації в термінах фізики Арістотеля. Так, в XII — початку XIII століття теорія Птолемея підпала під масовану атаку з боку арабських філософів і вчених Андалусії (так званий «андалусійський бунт»). Ці вчені були переконані, що теорія епіциклів не відповідає дійсності, оскільки, згідно з Арістотелем, єдиним центром обертання небесних сфер може бути тільки центр світу, що збігається з центром Землі. Кульмінацією «андалусійського бунту» стало створення Аль-Бітруджі нового варіанту теорії гомоцентричних сфер, який перебував у згоді з фізикою Арістотеля, але в повному розриві з астрономічними спостереженнями.
Однак Птолемеєва теорія бісекції ексцентриситету також не могла повністю задовольнити астрономів, оскільки відсутня можливість її фізичної інтерпретації в рамках теорії вкладених сфер; зокрема, неможливо уявити обертання твердого тіла навколо осі, що проходить через її центр, щоб швидкість обертання була незмінною щодо деякої точки за межами осі обертання. З метою подолання цих труднощів астрономами країн ісламу були розроблені ряд нових моделей руху планет.

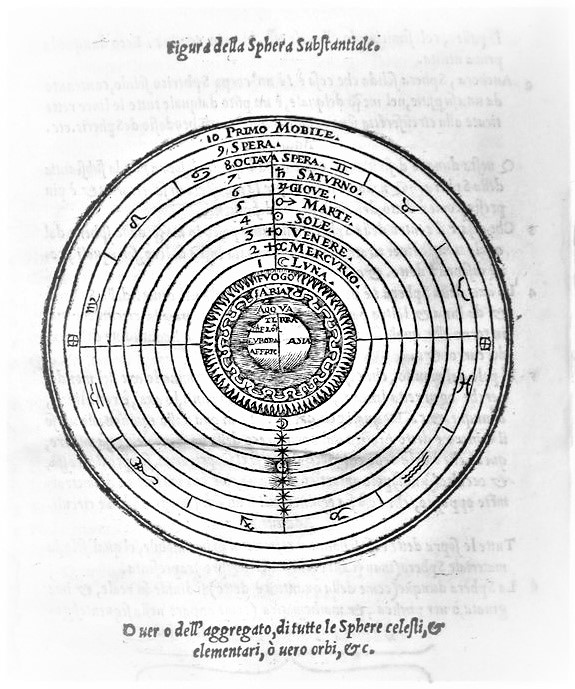
Зображення геоцентричної системи світу (з середньовічного європейського підручника астрономії — Сфери Сакробоско)

Серед юдеїв інформація про досягнення давньогрецьких астрономів поширилася в кінці першого тисячоліття н. е. (див. статтю Космологія в йудаїзмі). Велику роль у популяризації наукових і натурфілософських поглядів греків належить Маймоніду, який, однак, сумнівався в реальності птолемеєвських епіциклів. Видатний єврейський вчений Герсонід розробив власну теорію руху Місяця і планет, повністю відмовившись від епіциклів. Герсонід і Хасдай Крескас розвивали неарістотелеві ідеї в натурфілософії.
У перші століття християнства розроблену греками геоцентричну систему світу критикували богослови антіохійської школи, які вважали уявлення про кулясту Землю і сферичне обертання неба таким, що суперечить Святому Письму. Однак після VIII століття більшість богословів у Візантії і країнах католицького Заходу повністю приймають геоцентричну систему, часто теологічно інтерпретуючи її елементи. Починаючи з XIII століття як фізична основа астрономії встановлюється вчення Арістотеля.
Починаючи з XIII століття значного поширення серед європейських схоластів набувають аргументи андалусійських вчених проти уявлень про ексцентри і епіцикли. Багато схоластів (наприклад, Фома Аквінський, Жан Бурідан) вважали, що модель епіциклів є не більш ніж методом обчислення положень планет, а справжня теорія будови Всесвіту ще має бути створена. Невідповідність теорії епіциклів фізиці Арістотеля частково допомагала усунути теорія вкладених сфер.
Відхід від картини світу давньогрецької космології почався зі створення Коперником геліоцентричної системи світу (середина XVI ст.); однак для моделювання руху планет польський астроном і раніше використовував епіцикли і деференти, які дісталися в спадок від греків і арабів. Наступним значним кроком у цьому напрямку стала розробка наприкінці XVI ст. філософом Джордано Бруно концепції фізично однорідного нескінченного Всесвіту (див. Космологія Джордано Бруно); який одним із перших відкинув припущення про існування небесних сфер, Бруно, однак, повернувся до подання про небесні тіла як про гігантські живі істоти, яке відстоювали філософи італійського напрямку, і в епоху Відродження Леонардо да Вінчі, Марсіліо Фічіно, Тихо Браге, Вільям Гілберт. Остаточний розрив із грецькою планетною теорією стався завдяки Йогану Кеплеру (початок XVII ст.): відкривши закони планетних рухів, Кеплер повністю відмовився від використання математичного апарату епіциклів і деферентів і, крім того, відродив уявлення про рух планет завдяки дії механічних сил.
Тим не менш, в основу нової картини світу, що затвердилася в європейській науці XVII століття, були покладені деякі ідеї та методи, які раніше висувалися давньогрецькими мислителями, але залишені в пізній античності: ідеї Демокріта, Аристарха, Архімеда, епікурейців, стоїків.

## Значення давньогрецької астрономії для розвитку науки
Головними заслугами давньогрецької астрономії та космології є:
- Впровадження натуралістичної методології: уявлення про світ як про безперервний ланцюжок причин і наслідків, коли кожне явище природи є результатом внутрішніх процесів, що відбуваються в тих чи інших природних стихіях.
- Геометризація Всесвіту: уявлення про те, що спостережувані на небі явища є прояв процесів, що відбуваються в тривимірному просторі.
- Послідовно логічна методологія.
- Розробка найважливіших кутомірних астрономічних приладів.
- Введення основних понять сферичної астрономії і розвиток сферичної тригонометрії.
- Відкриття кулястості Землі як однієї з основ сферичної астрономії.
- Пояснення природи ряду найважливіших астрономічних явищ.
- Відкриття невідомих раніше явищ (наприклад, прецесія, евекція).
- Обчислення відстані від Землі до Місяця.
- Встановлення малості Землі (і навіть, серед геліоцентристів, малості відстані від Землі до Сонця) в порівнянні з відстанню до зір.
- Висування ряду гіпотез, які отримали підтримку в науці пізніших періодів (особливо геліоцентричної системи світу).
- Створення математичних моделей руху Сонця, Місяця і планет.

Водночас значним недоліком античної астрономії був її розрив із фізикою. З подолання цього розриву почала свій розвиток наука Нового часу.